# Història de les campanyes militars romanes

Màxima extensió de l'Imperi Romà el 117, després de les campanyes de Trajà. El mapa mostra el nom de les províncies romanes.

La història de les campanyes militars romanes va des dels seus conflictes inicials amb els seus veïns tribals i els pobles etruscos d'Itàlia fins al domini de la Mediterrània i més enllà, incloent-hi les províncies de Britànnia i Àsia Menor en l'apogeu de l'imperi fins a la lluita final de l'Imperi Romà d'Occident per la seva pròpia existència contra els invasors huns, vàndals i germànics, després de la divisió de l'imperi en els imperis d'Orient i d'Occident. Malgrat que el baix imperi s'estenia per les terres de la perifèria de la mar Mediterrània, en la història militar de Roma les batalles navals van ser, en general, menys significatives que les batalles terrestres pel seu domini gairebé inqüestionable del mar després de les ferotges lluites navals de la Primera Guerra Púnica. La història de l'antiga Roma, originalment una ciutat estat d'Itàlia i finalment un imperi que cobriria gran part d'Euràsia i el nord de l'Àfrica, va des del segle viii aC fins al segle v.
Com va succeir amb la majoria de les civilitzacions antigues, l'exèrcit romà va servir per al triple propòsit d'assegurar les seves fronteres, explotar les zones perifèriques mitjançant mesures tals com imposar tributs sobre els pobles conquerits i mantenir l'ordre intern. Des del principi, l'exèrcit romà va tipificar aquesta pauta i la majoria de les campanyes de Roma van estar caracteritzades per un d'aquests tipus: el primer és la campanya territorial expansionista, que normalment començava en forma de contraofensiva, en què cada victòria comportava la subjugació de grans extensions de territori i que va permetre a Roma passar de ser un petit poble al tercer imperi més gran del món antic, incloent-hi gairebé la quarta part de la població mundial; el segon són les guerres civils, que van colpejar Roma amb freqüència des de la seva mateixa fundació fins a la seva desaparició final.
Els exèrcits romans no eren invencibles, malgrat la seva formidable reputació i el gran nombre de les seves victòries: durant segles, els romans «van produir la seva pròpia ració d'incompetents» que van conduir els exèrcits romans a derrotes catastròfiques. No obstant això, la destinació dels majors enemics de Roma, com Pirros i Hanníbal, solia ser el de guanyar la batalla però perdre la guerra. La història de les campanyes romanes és, abans que res, la història d'una persistència obstinada que supera terribles derrotes.
La història de l'Imperi Romà és força excepcional en el sentit que la seva activitat, militar o no, està documentada en gran detall gairebé des de la mateixa fundació de la ciutat fins a la seva desaparició final. Encara que, tristament, algunes històries s'han perdut, com el relat de Trajà en les Guerres Dàcies i d'altres, com les primeres històries de Roma, són com a mínim en part apòcrifes, els relats existents de la història militar de Roma són tanmateix extensos.

## Regne (756 - 459 aC)
La història de l'època en què la ciutat es va fundar com una petita vila tribal fins a la caiguda dels reis de Roma és la més mal preservada perquè, encara que els primers romans ja sabien escriure, o bé mancaven de la voluntat necessària per registrar la seva història, o les històries que van registrar es van perdre.
Abans que s'establís el regnat etrusc de Roma sota Tarquini Prisc, Roma hauria estat dirigida per un líder religiós. Dels primers set reis de la Roma primordial enumerats per Titus Livi, Rómul, Numa, Tul·li Hostili i Ancus Marci són apòcrifs. Se sap molt poc de la història militar de Roma durant aquesta època i el que ens ha deixat la història és de naturalesa llegendària. Segons la tradició, Rómul després de fundar la ciutat va fortificar un dels set turons de Roma, el Palatí, i Livi afirma que poc després de la seva fundació Roma era igual a qualsevol de les ciutats properes en destresa guerrera.
La primera campanya en la qual van lluitar els romans és el rapte de les sabines per tal d'engendrar els seus fills. La vila sabina de Caenina va respondre primer envaint el territori romà, però van ser repel·lits i la seva ciutat va ser capturada, i després van caure Antemnae i Crustumeria. La resta dels sabins va atacar Roma i va capturar breument la seva ciutadella, però van ser repel·lits. Es van lluitar més guerres contra Fidenes, Veïs, Alba Longa, Mevània, Apiolae i Cortuosa.
Sota els reis etruscos Tarquini Prisc, Servi Tul·li i Tarquini el Superb, Roma es va expandir cap al nord-oest, entrant en conflicte de nou amb Veïs després de l'expiració del tractat que havia acabat amb la seva guerra anterior. Va haver-hi una altra campanya més contra Gabii, i més tard contra els rútuls. Els reis etruscos van ser derrocats, així com una part més àmplia del poder etrusc a la regió durant aquest període, foren derrotats en la batalla d'Arsia Silva i Roma es va reformar com a república, una forma de govern basada en la representació popular, en contrast amb l'anterior regnat autocràtic.

## República (458 – 30 aC)

### República Primerenca (458 – 282 aC)

El mapa mostra els veïns etruscs de Roma

Les primeres guerres romanes no apòcrifes van ser guerres d'expansió i defensa, l'objectiu era protegir Roma de les ciutats i nacions veïnes i establir el seu territori en la regió. Encara que les fonts discrepen, és probable que Roma fos assetjada dues vegades pels exèrcits etruscs en aquest període, al voltant del 509 aC, per Tarquini el Superb, i el 508 aC per Porsenna.
| «                                                        | Els seus veïns, per tots els costats, els assetjaven contínuament… i per qualsevol porta per la qual sortissin, sempre es trobaven amb un enemic. | » |
| — Luci Anneu Flor, Epitome de Gestis Romanorum, Llibre I | |   |

#### Primeres campanyes italianes (458 – 396 aC)
Els veïns immediats de Roma eren pobles llatins amb un sistema tribal similar al de Roma, o sabins dels Apenins i més enllà. Roma va vèncer als sabins, les ciutats etrusques i als llatins que havien rebutjat als governants etruscs, com havia fet Roma.
Roma va vèncer als lavins i a Tusculum en la batalla del Llac Regillus el 496 aC, als sabins en una batalla desconeguda el 446 aC, als eques en la batalla del Mont Algidus el 458 aC, en la batalla de Corbione el 446 aC als volscs i eques i de nou als volscs en la captura d'Antium el 377 aC, als aurunci en la batalla d'Aricia, i als veients en la batalla del Cremera el 477 aC, la Captura de Fidenae el 435 aC i el Setge de Veïs el 396 aC Després de vèncer als veients, els romans havien completat la conquesta dels seus veïns etruscos, a més d'assegurar la seva posició contra l'amenaça immediata que suposaven les tribus de les muntanyes Apenines.

#### La invasió celta a Itàlia (390 – 387 aC)
Roma controlava una àrea molt limitada, però començava cridar l'atenció dels grecs. La civilització celta estava creixent en força i territori, i s'estenia, tot i que sense cohesió, per gran part de l'Europa continental. Va ser a les mans dels celtes gals que els romans sofririen una humiliant derrota durant la guerra romano-gal·la que retardaria el seu avanç i deixaria empremta en la consciència romana.
Al voltant del 390 aC, diverses tribus gal·les havien començat a envair Itàlia des del nord expandint la seva cultura per tot Europa, cosa pràcticament desconeguda per als romans, amb interessos purament locals, però que es van alertar quan els sènons, una tribu especialment guerrera, va envair la província etrusca de Siena des del nord i va atacar la ciutat de Clúsium, no gaire allunyada de l'esfera d'influència de Roma. Els habitants de la ciutat, desconcertats per la mida de l'enemic en nombre i ferocitat, van demanar ajuda a Roma, que els van anar a buscar en la batalla d'Àl·lia. Els gals van vèncer l'exèrcit romà i van continuar perseguint-los fins a Roma, que van saquejar parcialment fins que van ser expulsats o subornats. Sense voler-ho, els romans van ser l'objectiu principal dels gals.
L'activitat guerrera entre romans i gals continuaria a Itàlia durant més de dos segles, incloent la batalla de l'Àl·lia, la batalla del llac Vadimonis, la batalla de Fèsules el 225 aC, la batalla de Telamó el 224 aC, la batalla de Clastídium el 222 aC, la batalla de Cremona el 200 aC, la batalla de Placència al 194 aC, la batalla de Mutina el 193 aC, la batalla d'Arausio el 105 aC, i la batalla de Vercelae el 101 aC El problema celta no es resoldria per als romans fins a la subjugació final de tots els gals després de la batalla d'Alèsia el 52 aC.

#### Expansió romana a Itàlia (343 – 282 aC)

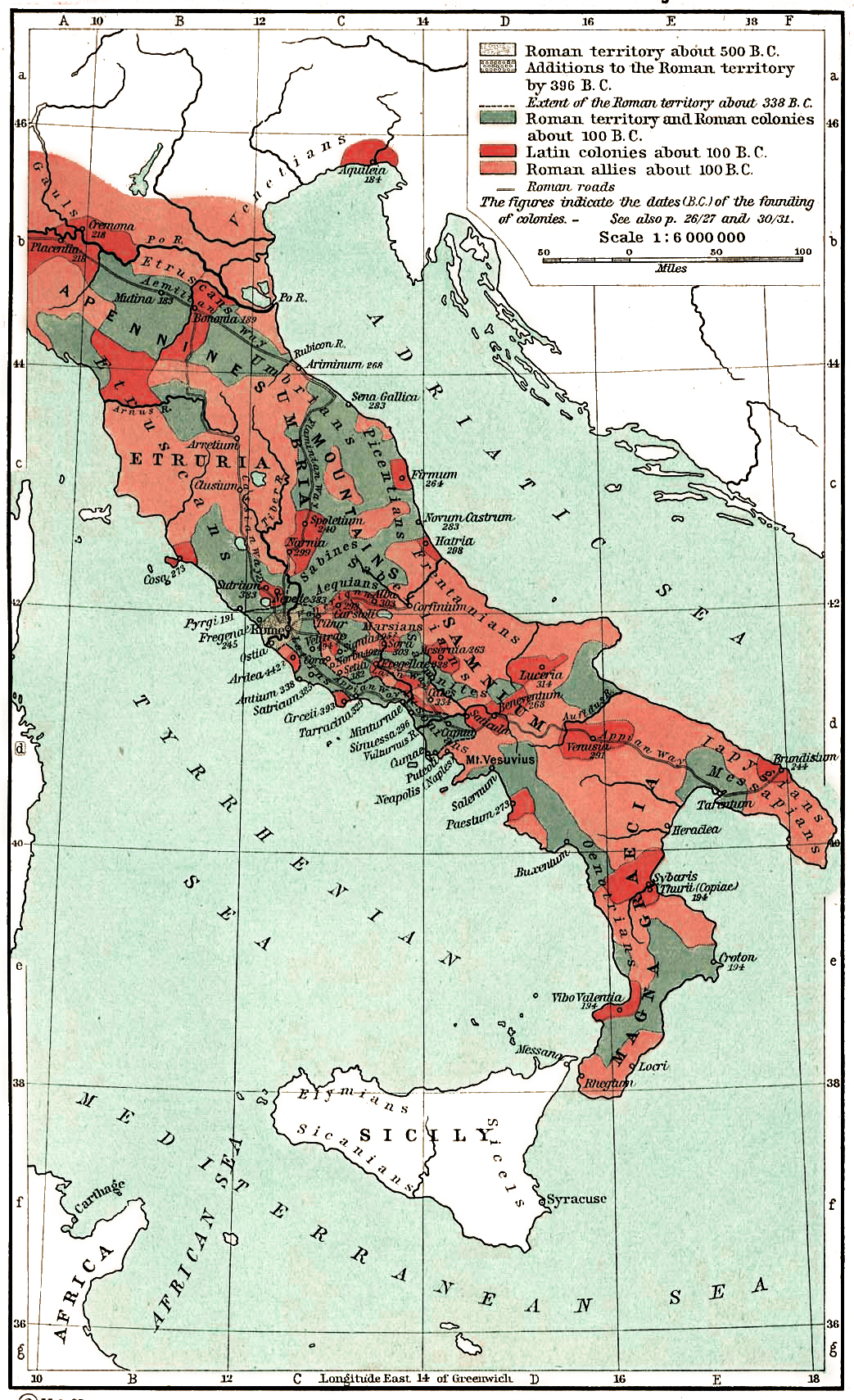
Expansió romana a Itàlia

Després de recuperar-se amb sorprenent rapidesa del saqueig de Roma, els romans van reprendre immediatament la seva expansió per Itàlia. Malgrat els seus èxits fins al moment, el seu domini del conjunt d'Itàlia no estava assegurat. Els samnites eren un poble tan marcial i tan ric com el romà i amb l'objectiu d'assegurar-se més terres en les fèrtils planícies italianes on es trobava Roma.
La Primera Guerra Samnita, a conseqüència de les incursions generalitzades dels samnites al territori de Roma, va ser un episodi relativament curt entre el 343 aC i el 341 aC,: els romans van vèncer als samnites el 343 aC en la batalla del Mont Gaurus i el 341 aC en la batalla de Suèssula, però van haver de retirar-se de la guerra abans d'acabar amb el conflicte, a causa de la revolta d'alguns dels seus aliats de la lliga llatina, esclatant la guerra llatina.
Roma es va veure forçada a lluitar contra els seus anteriors aliats llatins en la guerra llatina. Roma va vèncer en la batalla del Vesuvi i la batalla de Trifanum, amb la que les ciutats llatines van quedar obligades a sotmetre's al govern romà. A causa del tracte indulgent de Roma, els llatins es van sotmetre els següents 200 anys.
La Segona Guerra Samnita, del 327 aC el 304 aC, va ser un esdeveniment molt més seriós tant per als romans com per als samnites, amb vint-i-quatre batalles que van produir abundants baixes en ambdós bàndols. La fortuna d'ambdós contendents va fluctuar durant el curs de la guerra: els samnites van prendre Neapolis el 327 aC, i els romans la van recapturar abans de perdre en la batalla de les Forques Caudines i en la batalla de Lautulae. Després els romans van resultar victoriosos en la batalla de Bovianum, i la marea va córrer fortament en contra dels samnites a partir del 314 aC portant-los d'ara endavant a demanar la pau en termes cada vegada menys generosos. El 304 aC els romans s'havien annexionat la major part del territori samnita, fundant diverses colònies. Aquest patró d'anar a l'encontre de les agressions i guanyar terreny gairebé inadvertidament en contraatacs estratègics acabaria convertint-se en una característica comuna de la història militar de Roma.
Set anys després de la seva derrota, amb un domini de Roma sobre la zona que semblava assegurat, els samnites es van alçar de nou i van vèncer els romans en la batalla de Camerínum el 298 aC, començant així la Tercera Guerra Samnita. Amb aquest èxit van aconseguir reunir una coalició de diversos enemics anteriors de Roma, dels quals probablement tots desitjaven evitar que cap de les faccions no dominés tota la regió. L'exèrcit que es va enfrontar als romans en la batalla de Sentínum el 295 aC incloïa als samnites, els gals, els etruscs i els umbrànics. Quan l'exèrcit romà va assolir la victòria sobre aquestes forces combinades, va haver de quedar clar que poc se'n podia fer per evitar el domini romà d'Itàlia. En la batalla de Populonia, el 282 aC, Roma va extingir els últims vestigis del poder etrusc a la regió.

### República Mitjana (281 aC – 148 aC)

#### Guerres pírriques (280 – 275 aC)

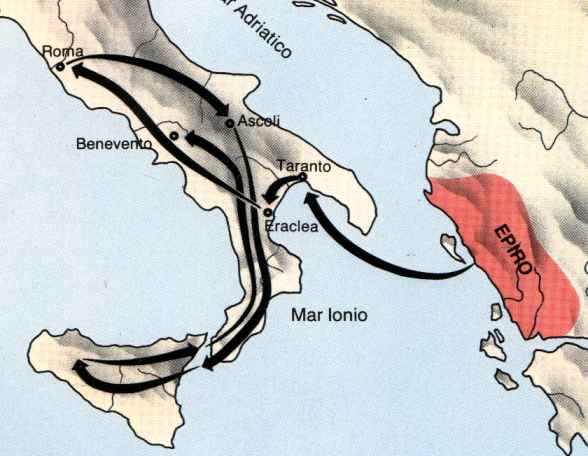
Ruta d'invasió de Pirros de l'Epir

Al final del segle iii aC Roma s'havia establert com una gran potència de la península Itàlica, però encara no havia entrat en conflicte amb les potències militars dominants de la Mediterrània de l'època: Cartago i les polis gregues. Roma havia vençut completament als samnites, dominava els pobles llatins i havia reduït de forma considerable el poder etrusc de la regió. Tanmateix, el sud d'Itàlia estava controlat per les colònies gregues de la Magna Grècia, que havien estat aliades dels samnites, i la contínua expansió de Roma va fer sorgir l'inevitable conflicte.
Quan, després d'una disputa diplomàtica entre Roma i la colònia grega de Tàrent, va esclatar una guerra oberta en la batalla naval de Thuris, Tàrent va demanar ajuda militar a Pirros, rei de l'Epir. Motivat per les seves obligacions diplomàtiques amb Tàrent i un desig personal de realització militar, Pirros va traslladar un exèrcit grec d'uns 25.000 homes i un contingent d'elefants de guerra el 280 aC a terra italiana, on les seves forces es van unir a alguns colons grecs i a una part dels samnites que es van rebel·lar contra el control romà.
L'exèrcit romà encara no havia vist elefants en la batalla, i la seva inexperiència va torçar la balança a favor de Pirros, en la batalla d'Heraclea, el 280 aC, i de nou en la batalla d'Asculum el 279 aC Malgrat aquestes victòries, la posició de Pirros a Itàlia era insostenible. Roma va rebutjar fermament negociar amb Pirros mentre el seu exèrcit romangués a Itàlia. A més a més, Roma va firmar un tractat de suport mutu amb Cartago, i Pirros va descobrir que, contràriament a les seves expectatives, cap dels altres pobles itàlics no s'uniria a la causa grega i samnita. En sofrir unes pèrdues inacceptables en cada enfrontament amb l'exèrcit romà i no aconseguir trobar més aliats a Itàlia; Pirros es va retirar de la península i va fer campanya a Sicília contra Cartago, abandonant als seus aliats a fer front als romans pel seu compte.
Quan la seva campanya siciliana també va acabar sent un fracàs, Pirros va tornar a Itàlia per enfrontar-se a Roma una vegada més. El 275 aC, Pirros es va enfrontar de nou amb l'exèrcit romà en la Batalla de Benevent. Aquesta vegada els romans havien ideat mètodes per combatre els elefants de guerra, incloent l'ús de javelines, foc i, segons una font, simplement colpejant fortament als elefants en el cap. Encara que la batalla de Benevent no va ser decisiva, Pirros es va adonar que tants anys de campanyes estrangeres havien esgotat i minvat al seu exèrcit i, veient poca esperança de majors guanys, es va retirar completament d'Itàlia.
Tanmateix, els conflictes amb Pirros tindrien un gran efecte a Roma. Aquesta havia demostrat ser capaç de fer front a les potències militars dominants de la Mediterrània, i va demostrar amb major seguretat que els regnes grecs eren incapaços de defensar les seves colònies a Itàlia i en altres parts de l'estranger. Roma va ocupar ràpidament el sud d'Itàlia, subjugant i dividint la Magna Grècia. Dominant efectivament la península Itàlica, i amb una reputació militar demostrada internacionalment, Roma va començar a mirar cap a fora per expandir-se més enllà de terres italianes.
Com els Alps formaven una barrera natural al nord, i Roma no tenia interès d'enfrontar-se de nou als fers gals en la batalla, la mirada de la ciutat es va girar cap a Sicília i les illes de la mar Mediterrània, una política que els portaria en conflicte directe amb el seu anterior aliat, Cartago.

#### Guerres púniques (264 – 146 aC)

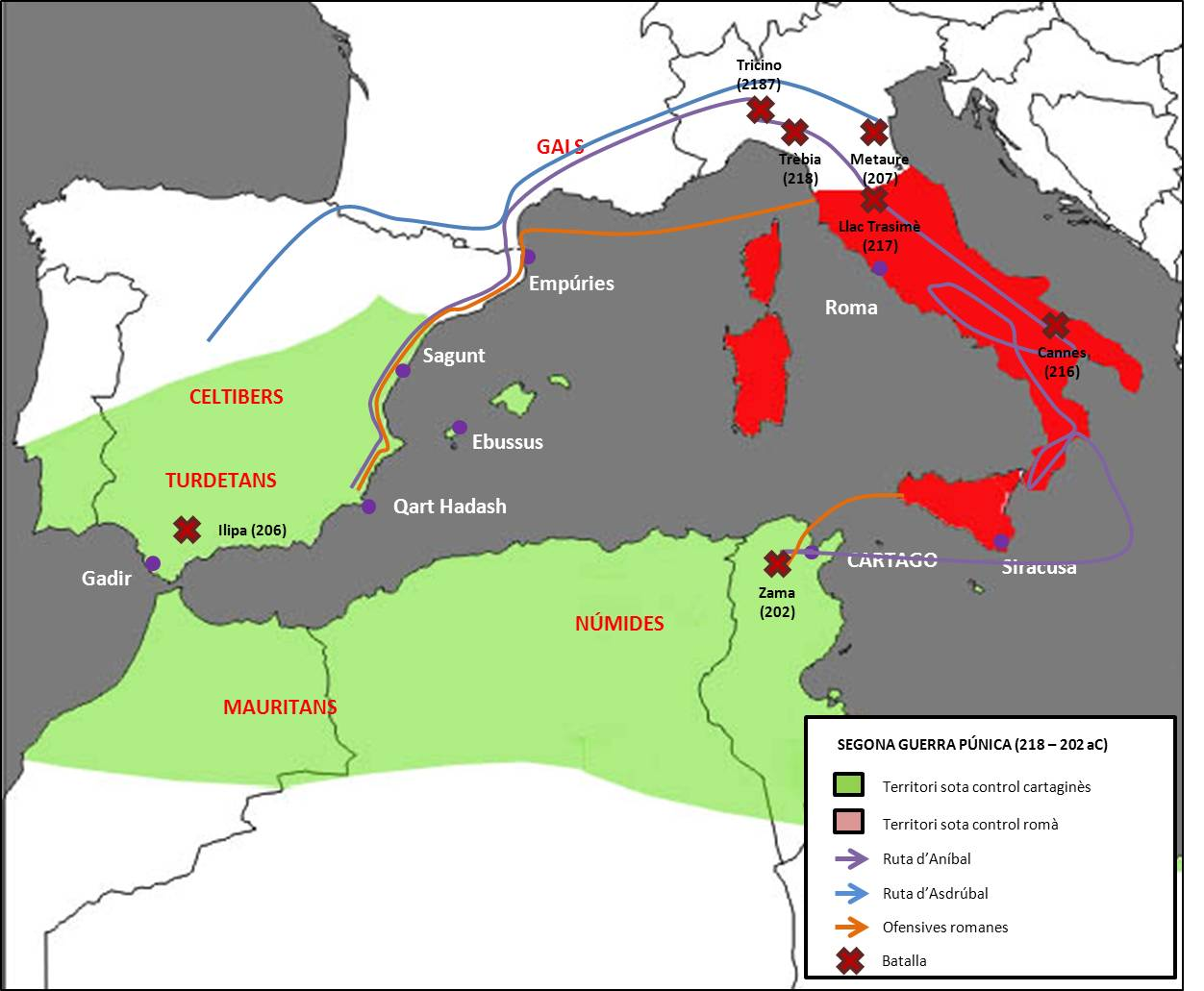
Segona Guerra Púnica

Roma va començar a fer la guerra fora de la península Itàlica en les guerres púniques contra Cartago, antiga colònia fenícia de la costa nord d'Àfrica que s'havia desenvolupat fins a ser un estat poderós. Aquestes guerres, que van començar el 264 aC, van ser probablement el conflicte més gran de l'antiguitat i van veure com Roma passava a convertir-se en una potència mediterrània, amb territoris a Sicília, l'Àfrica del Nord, Hispània, i després de les Guerres Macedòniques, Grècia.
La Primera Guerra Púnica va iniciar-se el 264 aC, quan les colònies gregues de Sicília van començar a apel·lar a les dues potències entre les quals es trobaven (Roma i Cartago) per resoldre conflictes interns. Els desitjos de Roma i Cartago de veure's implicats en els assumptes d'una tercera part podrien indicar la seva voluntat de comprovar mútuament el seu poder sense entrar en una guerra completa d'aniquilació; hi havia certament un considerable desacord dins de Roma sobre la pertinència de buscar la guerra.
La guerra va començar molt aviat a Sicília, amb batalles terrestres com la d'Agrigent, però el teatre d'operacions es va traslladar després a les batalles navals en les costes de Sicília i Àfrica. Pels romans, la guerra naval era un concepte relativament inexplorat. Abans de la Primera Guerra Púnica, el 264 aC, no existia una armada romana com a tal, ja que totes les guerres anteriors de Roma s'havien lliurat a Itàlia. La nova guerra a Sicília contra Cartago, una gran potència naval, va forçar a Roma a construir ràpidament una flota i entrenar mariners.
Roma es va estrenar en la guerra naval «com un maó a l'aigua» i les primeres batalles navals de la Primera Guerra Púnica van ser verdaderes catàstrofes, com era raonable esperar d'una ciutat que no tenia una verdadera experiència en la guerra naval. Tanmateix, després d'entrenar a més mariners i inventar un aparell d'abordar, el corb (corvus), una força naval romana sota el comandament de C. Duillius va aconseguir derrotar contundentment a una flota cartaginesa en la batalla de Miles. En sol quatre anys, un estat sense cap experiència naval havia aconseguit superar en batalla a una potència marítima important. Es van succeir altres victòries navals en la batalla de Tíndaris i la batalla del cap Ècnomus.
Després d'haver guanyat el control dels mars, una força romana va desembarcar a la costa africana sota el comandament de Règul, que en principi va ser victoriós, guanyant la batalla d'Adis i forçant Cartago a demanar la pau. Tanmateix, els termes de la pau que proposava Roma eren tan durs que les negociacions varen fracassar i en resposta, els cartaginesos van contractar amb Xantip, un mercenari de la marcial ciutat estat grega d'Esparta, per reorganitzar i liderar el seu exèrcit. Xantip va aconseguir aïllar a l'exèrcit romà de la seva base i restablir la supremacia naval de Cartago, després va vèncer i va capturar a Règul en la batalla del riu Bàgradas.
Malgrat ser derrotats, amb les seves noves habilitats navals, els romans van vèncer contundentment de nou els cartaginesos en una batalla naval -en gran part mitjançant les innovacions tàctiques de la flota romana -, la batalla d'Egusa, i deixant Cartago sense flota i sense diners suficients per construir-ne una. Per a una potència marítima, la pèrdua del seu accés la Mediterrània va afectar financerament i psicològicament, i els cartaginesos van tornar a demanar la pau, durant la qual els romans van lluitar amb la tribu dels lígurs i amb els ínsubres.
La contínua desconfiança va conduir a la renovació de les hostilitats en la Segona Guerra Púnica, quan Hanníbal Barca, un membre de la família bàrcida de noblesa cartaginesa, va atacar Sagunt, una ciutat amb llaços diplomàtics amb Roma. Llavors, Hanníbal va formar un exèrcit a Hispània i va travessar famosament els Alps italians per envair Itàlia.
En la primera batalla en terreny italià, la batalla del Ticino, el 218 aC, Hanníbal va vèncer els romans, sota el comandament d'Escipció el vell, en una petita batalla de cavalleria. L'èxit d'Hanníbal va continuar amb les victòries en la batalla de Trebia, la batalla del llac Trasimè, i la batalla de Cannes, en el que es considera una de les grans obres mestres de l'art tàctic, i durant un temps «Hanníbal semblava invencible», capaç de doblegar als exèrcits romans a voluntat.
En les tres batalles de Nola, el general romà Marc Claudi Marcel va aconseguir contenir a Hanníbal, però després Hanníbal va esclafar una successió d'exèrcits consulars romans en la Primera Batalla de Capua, la batalla de Silarus, la Segona Batalla d'Herdonea, la batalla de Numistro i la Batalla d'Àsculum. Per llavors, el germà d'Hanníbal, Hasdrúbal Barca, volia travessar els Alps cap a Itàlia i unir-se al seu germà amb un segon exèrcit. Encara que vençut inicialment a Hispània en la batalla de Bècula, l'exèrcit de Claudi Neró va vèncer a Hasdrúbal Barca en la batalla del Metaure.
Incapaços de vèncer a Hanníbal per si mateixos a terres italianes, i amb Hanníbal atacant feroçment la península italiana però poc disposat o incapaç de destruir la mateixa Roma, els romans van tenir l'audàcia d'enviar un exèrcit a l'Àfrica amb la intenció d'amenaçar la capital cartaginesa.
En el 203 aC, en la batalla de les grans planes, l'exèrcit invasor romà, sota el comandament d'Escipió l'Africà, va vèncer a l'exèrcit cartaginès d'Hasdrúbal i Sífax, i Hanníbal es va haver de retirar a África. En la famosa batalla de Zama, Escipió va vèncer contundentment -potser fins i tot va aniquilar a l'exèrcit d'Hanníbal al Nord de l'Àfrica-, posant fi a la Segona Guerra Púnica.
Cartago mai no va aconseguir recuperar-se després de la Segona Guerra Púnica i la Tercera Guerra Púnica que va seguir, va ser en realitat una simple missió punitiva per arrasar la ciutat de Cartago fins als seus fomaments. Cartago estava pràcticament indefensa i quan va ser assetjada va oferir la seva rendició immediata, accedint a una sèrie d'exigències escandaloses per part de Roma. Els romans van rebutjar la rendició, exigint com un terme de rendició més la completa destrucció de la ciutat i, veient que no tenien molt a perdre, els cartaginesos es van preparar per lluitar. En la batalla de Cartago, després d'un breu setge la ciutat va ser assaltada i completament destruïda, i la seva cultura «gairebé totalment extinta».

#### Guerres il·líries (229 – 219 aC)
Després de la Primera Guerra Púnica, els romans van bolcar la seva activitat militar en intentar erradicar la pirateria que assolava el mar Adriàtic. Darrere d'aquests actes que feien perillar les rutes comercials dels romans hi havia la Reina Teuta, senyora d'Il·líria. Quan els romans van intentar entaular negociacions amb ella mitjançant la tramesa d'ambaixadors, Teuta va donar ordre de matar-los, el que va desembocar en un conflicte que es coneix com a Primera guerra il·líria (229 - 228 aC). Durant la guerra, els cònsols Luci Postumi Albí i Gneu Fulvi Centumal, al capdavant d'un exèrcit, van aconseguir vèncer els il·liris, van establir una gran part del territori com un protectorat romà i van coronar monarca a Demetri de Faros a fi que controlés la Reina Teuta.
Durant vuit anys es va mantenir la pau entre il·liris i romans, però en el 220 aC, Demetri de Faros, veient que Roma estava lluitant contra els celtes de la Gàl·lia Cisalpina i iniciant les hostilitats amb Cartago - Segona Guerra Púnica - va alimentar les seves ànsies expansionistes creient que Roma, que ja estava lluitant amb uns altres dos contendents, no seria capaç de respondre a una ofensiva per la seva part. Demetri al capdavant d'una flota de 90 vaixells de guerra, va iniciar les hostilitats amb Roma el 220 aC, malgrat que havien estat els mateixos romans els que li havien donat l'oportunitat d'accedir al poder. Aquest conflicte es coneixeria com a Segona guerra il·líria. Després d'una sèrie de victòries sense importància, Demetri va ser derrotat per l'almirall naval Luci Emili Paul·le, pare del general Luci Emili Paul·le Macedònic, vencedor en la Tercera Guerra Macedònica. Després de la seva derrota, Demetri va fugir a la cort de Filip V de Macedònia, on va romandre com un dels majors consellers del monarca hel·lè.

#### Conquesta de la península Ibèrica (218 – 190 aC)

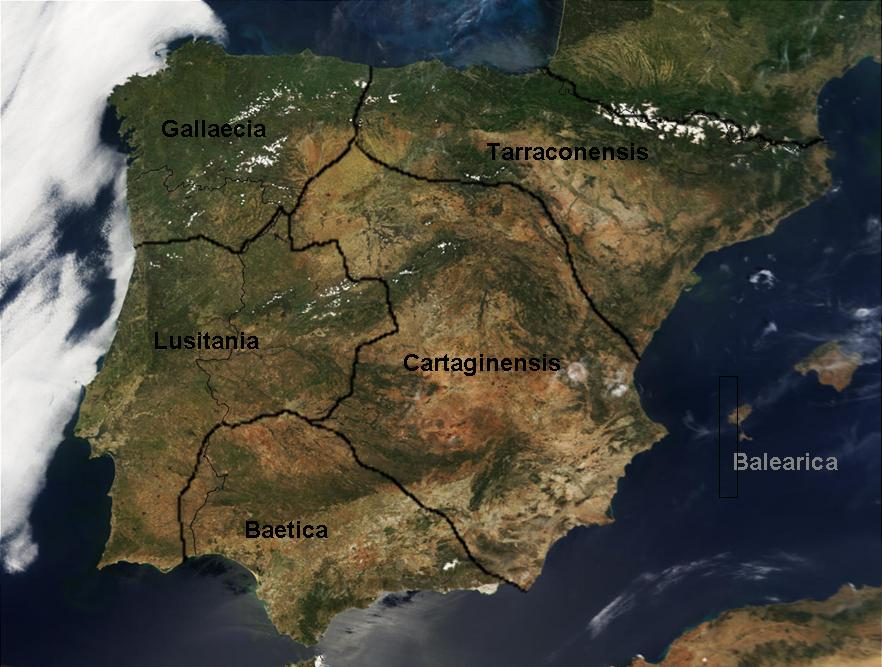
Mapa d'Hispània que mostra les diferents províncies

El conflicte de Roma amb els cartaginesos en les Guerres Púniques els va portar a expandir-se per la península Ibèrica, actual Espanya i Portugal. L'imperi cartaginès de la família bárcida consistia en territoris a Ibèria, gran part del qual va quedar sota control romà durant les Guerres Púniques. Itàlia va seguir sent el principal teatre de la guerra durant gran part de la Segona Guerra Púnica, però els romans també van intentar destruir l'Imperi Bárcida a Ibèria i evitar que els principals aliats púnics connectessin amb les forces d'Itàlia.
Amb els anys, Roma s'havia expandit gradualment al llarg de la costa sud d'Ibèria fins i tot capturar la ciutat de Sagunt el 211 aC. Després de dues importants expedicions militars a Ibèria, els romans van acabar aixafant el control cartaginès de la península el 206 aC, en la batalla d'Ilipa, i la península va passar a ser una província de Roma coneguda com a Hispània. A partir del 206 aC, l'única oposició al control romà de la península va provenir de les mateixes tribus natives celtiberes, que a causa de la seva falta de cohesió no van aconseguir evitar l'expansió romana.
Després de dues rebel·lions a petita escala el 197 aC, del 195 el 194 aC va esclatar la guerra entre els romans i el poble lusità, anomenada Guerra lusitana, en el que avui dia és Portugal, i el 179 aC, després de la guerra celtibera, els romans havien aconseguit pacificar la major part de la regió i posar-la sota el seu control.
Al voltant del 154 aC, va sorgir una important revolta a Numància, coneguda com la Segona guerra celtibera, en la qual es va produir una llarga guerra de resistència entre les forces de la república romana i les tribus lusitanes d'Hispània. El pretor Servi Sulpici Servi Galba i el procònsol Luci Licini Lucul·le van arribar el 151 aC i van començar el procés de romanització en població local. Galba va trair als líders lusitans, als quals havia convidat a unes negociacions de pau i que després va matar, el 150 aC, donant un final poc gloriós a la primera fase de la guerra.
Els lusitans liderats per Viriat es van revoltar de nou el 146 aC envaint la Turdetània en una guerra de guerrilles. Els lusitans van gaudir d'un èxit inicial, vencent a l'exèrcit romà en la batalla de Tribola i saquejant Carpetània, i després vencent a un segon exèrcit romà en la Batalla de Venus, el 146 aC, de nou saquejant una ciutat propera (Segóbriga). El 144 aC, el general Quint Fabi Màxim Emilià va fer una reeixida campanya contra els lusitans, però va fracassar en els seus intents d'arrestar Viriat.
El 144 aC, Viriat va formar una lliga contra Roma amb diverses tribus celtibers i les va persuadir perquè s'alcessin també contra Roma en la Segona Guerra Numantina. La nova coalició de Viriat va vèncer els exèrcits romans en la Segona Batalla de Venus, el 144 aC El 139 aC va ser finalment assassinat mentre dormia per tres dels seus companys, a qui Roma havia promès recompenses. El 136 i 135 aC es van fer altres intents per obtenir un control complet sobre la regió de Numància, però van fracassar. El 134 aC, el cònsol Escipció l'Africà va aconseguir finalment suprimir la rebel·lió després del seu èxit en el setge de Numància.
Com que la invasió romana de la península Ibèrica havia començat pel sud amb els territoris de la Mediterrània controlats pels bárcidas, l'última regió de la península en quedar subjugada estava molt al nord. Les Guerres Càntabres, o astur-càntabres, del 29 aC el 19 aC, van tenir lloc durant la conquesta romana d'aquestes províncies del nord de Cantàbria i Astúries. Ibèria va quedar completament ocupada el 25 aC i l'última revolta va ser sufocada el 19 aC

#### Grècia i Macedònia (215 – 148 aC)

Imperi d'Atenes

La preocupació de Roma per la seva guerra amb Cartago li va proporcionar a Filip V de Macedònia, al nord de Grècia, l'oportunitat d'intentar estendre el seu poder cap a l'oest. Filip va enviar ambaixadors al campament d'Hanníbal a Itàlia per negociar una aliança com enemics comuns de Roma. Tanmateix, Roma va descobrir aquest acord quan els emissaris de Filip, junt amb els d'Hanníbal, van ser capturats per una flota romana. Volent evitar que Filip ajudés Cartago a Itàlia o qualsevol altre lloc, Roma va buscar aliats a Grècia per fer una guerra per delegació contra Macedònia al seu lloc, trobant-los en la Lliga Etòlia de ciutats estat gregues a l'Egea en l'actual Turquia, els il·liris al nord de Macedònia i les ciutats estat de Pèrgam i Rodes, que avui en dia es troben a l'Egea en l'actual Turquia.
En la Primera Guerra Macedònica, Roma només es va implicar directament en algunes operacions terrestres, i quan els etolics van demanar la pau amb Filip, la petita força expedicionària romana, sense més aliats a Grècia, però havent aconseguit el seu objectiu de mantenir ocupat a Filip i evitar que ajudés Hanníbal, estava llesta per firmar la pau. Roma i Macedònia van firmar un tractat a Fenice el 205 aC, que prometia a Roma una petita indemnització, i que formalment acabava amb la Primera Guerra Macedónica.
El 200 aC, Macedònia va començar a ocupar territori reclamat per diverses ciutats estat gregues, i aquestes van sol·licitar ajuda del seu nou aliat, Roma. Roma li va donar a Filip un ultimàtum pel qual havia de sotmetre Macedònia perquè fos essencialment una província romana. Filip, naturalment, ho va rebutjar i, després de certa disconformitat interna a majors hostilitats, Roma li va declarar la guerra a Filip en la Segona guerra macedònica. En la batalla de l'Aoo, les forces romanes de Tit Quinti Flaminí I van vèncer als macedonis, i en el 197 aC, en una segona batalla de major envergadura, sota els mateixos comandants, la batalla de Cinoscèfales, Flamini va tornar a vèncer als macedonis de forma contundent. Macedònia es va veure forçada a signar un tractat amb el qual renunciava a totes les seves reivindicacions sobre el territori de Grècia i Àsia i havia de pagar una indemnització de guerra a Roma.
Entre la segona i la Tercera Guerra Macedònica, Roma va encarar més conflictes en la regió a causa d'un canviant embolic de rivalitats, aliances i lligues que buscaven obtenir major influència. Després de la derrota de Macedònia en la Segona Guerra Macedònica el 197 aC, la ciutat estat grega d'Esparta va entrar en el buit de poder parcial de Grècia. Tement que els espartans adquirissin un control cada vegada major de la regió, els romans van recórrer a l'ajuda dels seus aliats per embarcar-se en la guerra entre Roma i Esparta, vencent a l'exèrcit espartà en la batalla de Gítion el 195 aC També van lluitar amb els seus anteriors aliats, la Lliga Etòlia, en la Guerra d'Etòlia, contra els istris en la Guerra istriana, contra els il·liris en les Guerres il·líries, i contra Acaia en la Guerra d'Acaia.
Després Roma va centrar la seva atenció a l'est, a Antíoc III el Gran de l'Imperi Selèucida. Després d'unes llunyanes campanyes a Bactriana, Índia, Pèrsia i Judea, Antíoc es va traslladar a Àsia Menor i Tràcia per protegir diversos pobles costaners, un moviment que el va portar a entrar en conflicte amb els interessos romans. Una força romana sota el comandament de Mani Acili Glabrió va vèncer a Antíoc en la Batalla de les Termòpiles i li van forçar a evacuar Grecia: després els romans van perseguir els selèucides més enllà de Grècia, vencent-los de nou en les batalles navals d'Eurimedont i Mionessos, i finalment en la decisiva batalla de Magnèsia.
El 179 aC, Filip va morir i el seu talentós i ambiciós fill, Perseu, va prendre el tron i va mostrar un renovat interès en Grècia. També es va aliar amb els bel·licosos Bastarnes, i tant això com les seves accions a Grècia van violar possiblement el tractat que va firmar el seu pare amb els romans o, si no, certament no era «comportar-se com ho ha de fer un subordinat [segons Roma]». Roma li va declarar de nou la guerra a Macedònia, començant la Tercera Guerra Macedònica. Inicialment, Perseu va tenir més èxits militars contra els romans que el seu pare, en guanyar la batalla de Cal·linic contra un exèrcit consular romà. Tanmateix, com gairebé tots aquests atreviments de l'època, Roma va respondre simplement enviant un altre exèrcit. El segon exèrcit consular va vèncer degudament els macedonis en la batalla de Pidna el 168 aC i els macedonis, sense les reserves que disposaven els romans i amb el rei Persu capturat, van capitular, donant fi a la Tercera Guerra Macedónica.
La quarta i final guerra entre Roma i Macedònia va tenir lloc des del 150 aC fins al 148 aC, i va començar quan Andriscos va usurpar el tron macedoni. Els romans van reunir un exèrcit consular sota el comandament de Quint Cecili Metel Macedònic, que va vèncer amb rapidesa a Andriscos en la Segona Batalla de Pidna.

### República tardana (147 – 30 aC)

#### Guerra de Jugurta (111 – 104 aC)
En les guerres púniques, Roma havia obtingut grans extensions de territori a Àfrica, que van consolidar en els segles posteriors, i bona part d'ell s'havia concedit al regne de Numídia com a paga per la seva ajuda militar del passat. La Guerra de Jugurta va enfrontar a Roma contra Jugurta de Numídia del 111 al 104 aC i va constituir la pacificació romana final del nord d'Àfrica. Després de la usurpació del tron numídi amb el setge de Cirta per part Jugurta, un aliat lleial a Roma des de les guerres púniques, i el suborn als romans perquè acceptessin la seva usurpació del tron, se li va concedir la meitat del regne, però noves agressions i intents de suborn, feren que els romans enviessin un exèrcit, que fou derrotat en la batalla de Suthul però van respondre millor en la batalla de Muthul i finalment van vèncer Jugurta en la batalla de Thala. Jugurta fou capturat per una traïció, i es va donar fi a la guerra. Després d'assolir les barreres naturals de desert i la muntanya, Roma va deixar d'expandir-se en aquest continent.

#### Ressorgiment de l'amenaça celta (121 – 101 aC)

Mapa que mostra el recorregut dels cimbres per Europa i les batalles guanyades i perdudes amb Roma

El 121 aC, els records de Roma sent saquejada per les tribus celtes de la Gàl·lia encara eren frescos malgrat la seva distància històrica, havent-se convertit en un relat llegendari que s'ensenyava a totes les generacions de joves romans. Tanmateix, Roma anava a enfrontar-se a un ressorgiment de l'amenaça celta dues vegades en els següents vint anys. Primer, en el 121 aC, Roma va entrar en contacte amb les tribus celtes dels Al·lòbroges i els Arverns, ambdues vençudes amb aparent facilitat en la Primera Batalla d'Avignon, a prop del riu Roine, i en la Segona Batalla d'Avignon, aquell mateix any.

#### L'amenaça Germanica (113 – 101 aC)
La Guerra Cimbria (113 - 101 aC) va ser un assumpte molt més seriós que els enfrontaments del 121 aC Les tribus germànic-celtes dels cimbres i els teutons van emigrar des del nord d'Europa cap als territoris del nord de Roma, enfrontant-se a Roma i els seus aliats. La Guerra Cimbria va ser la primera vegada des de la Segona Guerra Púnica que Itàlia i la mateixa Roma havien estat seriosament amenaçades, i va causar una gran por en Roma durant un temps. Quan els cimbres li van concedir involuntàriament un respir als romans desviant-se per saquejar Hispània, Roma va tenir l'oportunitat de preparar-se acuradament i enfrontar-se amb èxit als cimbres, en la batalla d'Aquae Sextae i la Batalla de Vercelae.

#### Tensions internes (135 – 71 aC)
Les nombroses campanyes a l'estranger dels generals romans i la recompensa als soldats amb els saqueigs d'aquestes campanyes va provocar una tendència general a què els soldats es fessin més lleials als seus generals que a l'estat, i una voluntat de seguir als seus generals cap a una batalla contra l'estat. A més a més, Roma va ser assetjada per diversos aixecaments d'esclaus durant aquest període, en part perquè durant el segle anterior s'havien lliurat moltes terres per a l'agricultura en les quals els esclaus superaven àmpliament en nombre els seus amos romans. L'últim segle anterior a l'era comuna van tenir lloc almenys dotze rebel·lions. Aquest patró no va canviar fins i tot que Octavio (més tard Cèsar August) va acabar amb ell en convertir-se en un seriós oponent a l'autoritat del Senat i ser nomenat princeps («emperador»).
Entre 135 aC i 71 aC van tenir lloc tres «Guerres Servils»: aixecaments d'esclaus contra l'estat romà. La tercera, la més seria, va involucrar al final a entre 120.000 i 150.000 esclaus revoltats. A més, en el 91 aC, va esclatar la Guerra Social entre Roma i els seus anteriors aliats en Itàlia, coneguts col·lectivament com els socii, per l'oposició entre els aliats a compartir els riscs de les campanyes militars romanes però no les seves recompenses. Malgrat sofrir derrotes com la de la Batalla del Llac Fucino, les tropes romanes van vèncer les milícies italianes en diversos enfrontaments decisius, especialment la Batalla de Asculum. Encara que van perdre militarment, els socii van aconseguir els seus objectius amb les proclamacions de la Lex Julia i la Lex Plautia Papiria, que concedia la ciutadania a més de 500.000 italianos.
La tensió interna va assolir la seva major gravetat en les dues guerres civils, o marxes sobre Roma, del cònsol Luci Corneli Sul·la al començament del 82 aC En la batalla de Porta Collina, a la mateixa porta de la ciutat de Roma, un exèrcit romà sota el comandament de Sul·la va vèncer a un exèrcit del senat romà, junt amb alguns aliats samnites. Tot i les seves queixes contra el poder, les seves accions van marcar una fita en la disposició de les tropes romanes a fer la guerra els uns contra els altres, una cosa que aplanaria el camí per a les guerres del triumvirat, l'enderrocament del Senat com la direcció de facto de l'estat romà, i la consegüent usurpació endèmica del tardà imperi.

#### Conflictes amb Mitrídates (89 – 63 aC)

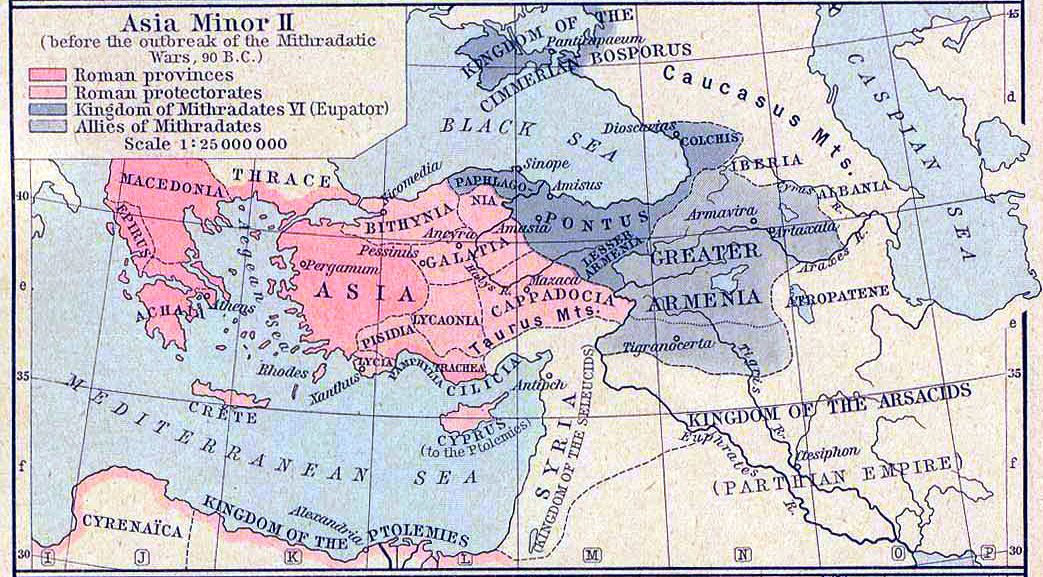
Mapa que mostra els dos bàndols de les Guerres Mitridàtiques

Mitridates VI Eupator, rei del Pont, un gran regne d'Àsia Menor, de 120 aC a 63 aC Es recorda com un dels enemics de Roma més formidables i reeixits, que es va enfrontar a tres dels generals més importants de la república romana tardana: Sul·la, Lucul·le i Pompeu Magne. Seguint el patró familiar de les guerres púniques, els romans van entrar en conflicte amb ell quan les esferes d'influència dels dos estats van començar a encavalcar-se. Mitridates es va enemistar amb Roma en intentar expandir el seu regne, i Roma, per la seva part, desitjava igualment la guerra i el botí i el prestigi que podria aportar. Després conquerir l'oest d'Anatòlia (actual Turquia) el 88 aC, les fonts romanes informen que Mitridates va ordenar l'assassinat de la majoria dels 80.000 romans que vivien allà. Pot ser que aquesta matança fos una gran exageració dels romans, però va ser la raó oficial donada per al començament de les hostilitats de la Primera Guerra Mitridàtica. El general romà Luci Corneli Sul·la va forçar Mitridates a sortir de Grècia després de la batalla de Queronea i la posterior Batalla d'Orcomen, però després va haver de tornar a Itàlia per respondre a l'amenaça interna que plantejava el seu rival Mari: per tant, Mitridates va ser vençut però no abatut. Es va firmar una pau entre Roma i el regne de Pont, però es va demostrar que sols seria una treva temporal.
La Segona Guerra Mitridàtica va començar quan Roma va intentar annexionar-se Bitínia com a província. En la Tercera Guerra Mitridàtica es va enviar primer a Luci Licini Lucul·le i després a Pompeu Magne contra Mitridates. Finalment, Mitridates va ser derrotat per Pompeu en la Batalla nocturna del Lico.

#### Campanya contra els pirates cilicis (67 aC)

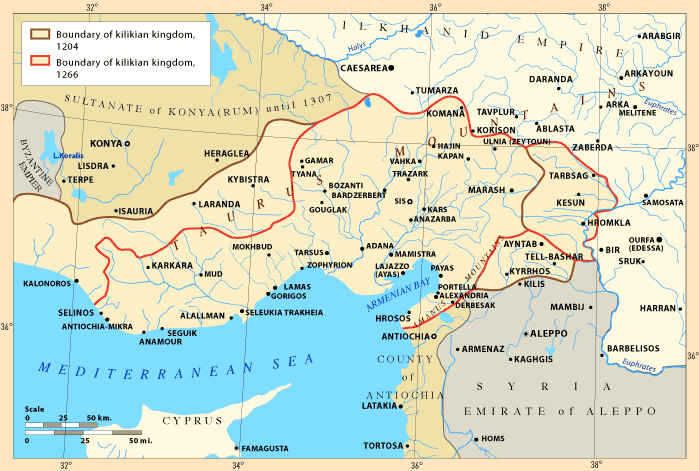
Mapa que mostra el regne Armeni de Cilícia

En aquesta època, la Mediterrània havia caigut a les mans dels pirates, en gran part de Cilícia. Roma havia destruït molts dels estats que solien patrullar la Mediterrània amb les seves flotes, però no havien aconseguit omplir el buit que van deixar-hi. Els pirates s'havien aprofitat del buit de poder relatiu i no sol havien estrangulat les rutes marítimes, sinó que també havien saquejat moltes ciutats de les costes de Grècia i Asia, i havien fet desembarques fins i tot en la mateixa Itàlia. Després que l'almirall romà Marc Antoni fracassés en liquidar els pirates per a satisfacció de les autoritats romanes, Pompeu va ser nomenat el seu successor com a comandant d'un destacament especial naval per fer una campanya contra els pirates. Es diu que Pompeu en només quaranta dies va expulsar els pirates de la part oest del mar Mediterrani, i restaurar la comunicació entre Hispània, l'Àfrica i Itàlia. Plutarc descriu com Pompeu primer va escombrar les seves naus de la Mediterrània en una sèrie de petites accions i amb la promesa de retre honor a les rendicions de les ciutats i els vaixells. Després va seguir el cos principal dels pirates fins a les seves fortaleses de la costa de Cilícia i les va destruir en la batalla naval de Coracesio.

#### Primeres campanyes de Cèsar (59 – 50 aC)

Mapa de les guerres gal·les. La principal font d'aquestes guerres és De Bello Gallico, del mateix Juli Cèsar. En ple, la dominació romana de la Gàl·lia va servir, segons alguns, al general De Gaulle per afavorir la creació d'Astèrix i Obèlix com a símbol de resistència davant l'invasor. Al còmic els romans són caricaturitzats i es mostren incapaços de conquerir el llogarret gal. Segons Uderzo, el guionista Goscinny «anava sempre amb la Guerra de les Gàl·lies, de Juli Cèsar, sota el braç, i deia que si ell va prendre certes llibertats amb la realitat, nosaltres podíem en podíem fer unes quantes més».

Durant el seu període com a pretor a Hispània, el contemporani de Pompeu, Juli Cèsar, de la família romana Julia, va vèncer als galaics i als lusitans en batalla. Després d'un període consular, li va ser designat un període de cinc anys com a governador proconsular de la Gàl·lia Transalpina (al sud-est francès actual) i d'Il·líria (la costa de Dalmàcia). Descontentament amb un govern ociós, Cèsar es va esforçar per trobar una raó per envair la Gàl·lia, el que li proporcionaria l'espectacular èxit militar que buscava, despertant els malsons populars del primer saqueig de Roma pels gals i l'espectre més recent dels cimbris i els teutons.
Quan el 58 aC els helvecis i tigurins van a migrar en una ruta que els portaria a prop de la província romana de la Gàl·lia Transalpina, saquejant el territori dels hedus, amics i aliats del poble romà, que van demanar la intervenció armada de Cèsar, aquest va trobar l'excusa per embarcar-se en la Guerra de les Gàl·lies, que va durar fins al 49 aC Després massacrar la tribu dels helvecis, es va embarcar en una campanya «llarga, amarga i costosa» contra altres tribus de cap a cap de la Gàl·lia, moltes de les quals havien lluitat al costat de Roma contra els helvecis, i va annexionar els seus territoris als de Roma. Plutarc afirma que aquesta campanya va tenir un cost d'un milió de vides gal·les. Encara que «ferotges i capaços» els gals no tenien cohesió interna, i van caure en una dècada.
Cèsar va vèncer els helvecis el 58 aC en la batalla de l'Arar i en la batalla de Bibracte, als volques en la batalla de l'Axona, als nervis en el 57 aC en la batalla del Sabis, als aquitans, trèvers, tèncters, hedus i eburons en batalles desconegudes, i als vènets el 56 aC El 55 aC i el 54 aC va fer dues expedicions a Britania. El 52 aC, després del setge d'Avàricum i una sèrie de batalles poc decisives, Cèsar va vèncer a una unió de gals comandada per Vercingetòrix en la batalla d'Alèsia, completant la conquesta romana de la Gàl·lia Transalpina. En el 50 aC, tota la Gàl·lia estava en mans romanes. Cèsar va registrar també el seu propi relat d'aquestes campanyes en els seus Commentarii de Bello Gallico.
La Gàl·lia mai va recuperar la seva identitat celta, mai no va intentar una nova altra rebel·lió nacionalista i va romandre lleial a Roma fins a la caiguda de l'Imperi Romà d'Occident el 476. Tanmateix, encara que a partir de llavors Gàl·lia romandria lleial, estaven apareixent esquerdes en la unitat política de les figures governants de Roma -en part per una preocupació sobre la lleialtat de les tropes gal·les del Cèsar a la seva persona en lloc de l'estat - que aviat enfonsaria Roma en una llarga sèrie de guerres civils.

#### Triumvirats, ascensió de Cèsar i revoltes (53 – 30 aC)
El 59 aC es va formar una aliança política no oficial, coneguda com a Primer Triumvirat, entre Juli Cèsar, Marc Licini Cras i Pompeu Magne per compartir poder i influencia. Sempre va ser una aliança incòmoda, ja que Cras i Pompeu sentien una intensa antipatia l'un per l'altre. El 53 aC, Cras va llançar una invasió contra l'Imperi Part. Després d'unes primeres victòries, va marxar amb el seu exèrcit a l'interior del desert; però allà va restar isolat en territori enemic, envoltat i massacrat en la batalla de Carres, «la major derrota de Roma d'ençà d'Hanníbal», en la qual va morir el mateix Cras. La mort de Cras va pertorbar part de l'equilibri del triumvirat i, conseqüentment, Cèsar i Pompeu van començar a apartar-se. Mentre que Cèsar lluitava contra Vercingètorix a la Gàl·lia, Pompeu va aplicar a Roma una agenda legislativa que a tot estirar era ambivalent amb Cèsar i potser estava aliat secretament amb els enemics polítics d'aquest.
El 51 aC, alguns senadors romans van exigir que no se li permetés a Cèsar presentar-se a cònsol llevat que cedís el control dels seus exèrcits a l'estat, i altres faccions van fer la mateixa demanda sobre Pompeu. Renunciar al seu exèrcit deixaria a Cèsar indefens davant els seus enemics. Cèsar va elegir la guerra civil a cedir el seu comandament i enfrontar-se a un procés. El triumvirat estava desfet i el conflicte era inevitable.
Al principi, Pompeu li va assegurar a Roma i al Senat que podria derrotar Cèsar en batalla si aquest marxava sobre Roma. Tanmateix, a la primavera del 49 aC, quan Cèsar va travessar el riu Rubicó amb les seves forces invasores i va escombrar la península italiana cap a Roma, Pompeu va ordenar l'evacuació de Roma. L'exèrcit de Cèsar no estava en la seva màxima esplendor, ja que certes unitats romanien en la Gàl·lia, però per l'altra banda Pompeu només tenia una petita força sota el seu comandament, en la qual alguns soldats de lleialtat dubtosa havien servit al comandament de Cèsar. Tom Holland atribueix el desig de Pompeu d'abandonar Roma a les ones de refugiats aterrits que van despertar les pors ancestrals de les invasions del norte. Les forces de Pompeu es van retirar al sud, cap a Brindisi, i després van embarcar cap a Grècia. Cèsar va dirigir la seva atenció primer al baluard de Pompeu a Hispània però després de la campanya de Cèsar al Setge de Massilia i la batalla d'Ilerda, va decidir enfrontar-se al mateix Pompeu a Grècia. Pompeu va vèncer Cèsar al principi en la Batalla de Dirraquium el 48 aC però va ser derrotat contundentment en la batalla de Farsàlia el 48 aC malgrat superar a les forces de Cèsar en dos a uno. Pompeu va embarcar de nou, aquesta vegada a Egipte, on va ser assassinat en un intent de congraciar-se al país Egipci amb el Cèsar i evitar una guerra amb Roma.
La mort de Pompeu no va suposar el final de les guerres civils, ja que els enemics de Cèsar eren multitud i els partidaris de Pompeu van continuar lluitant després de la seva mort. El 46 aC, Cèsar va perdre potser un terç del seu exèrcit quan el seu anterior comandant, Tit Labiè, que havia fugit amb els pompeians diversos anys abans, el va vèncer en la batalla de Ruspina. Tanmateix, després d'aquestes hores baixes, Cèsar va tornar per vèncer l'exèrcit pompeià de Quint Cecili Metel Pius Escipió en la batalla de Tapsos, després de la qual els pompeians es van retirar de nou a Hispània. Cèsar va vèncer a les forces combinades de Labiè i Pompeu el jove en la Batalla de Munda, a Hispània. Labiè va morir en batalla i Pompeu el Jove va ser capturat i executat. El 44 aC Juli Cèsar va morir assassinat en el senat de romà.

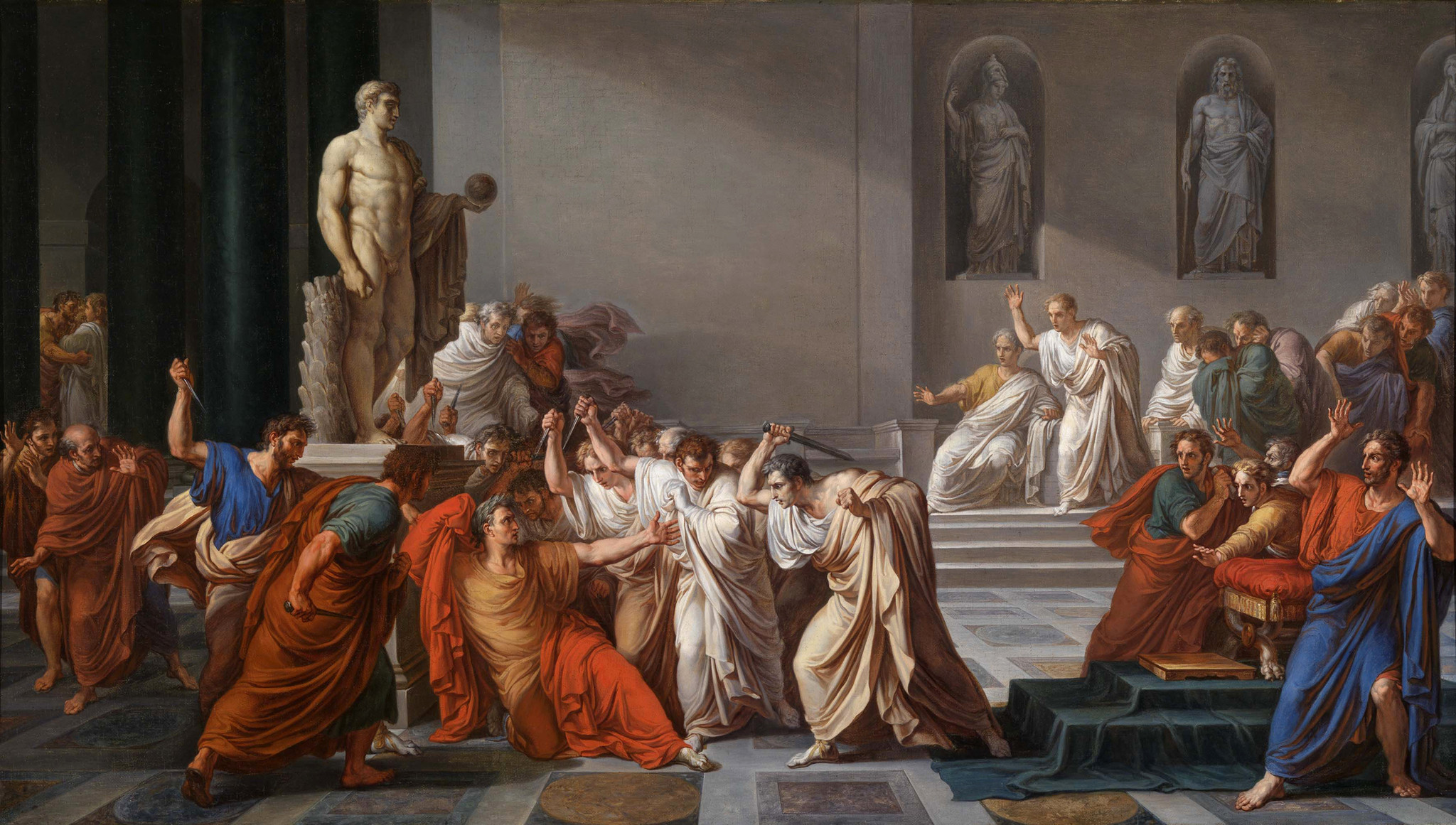
Assassinat de Juli Cèsar

August va trair al seu partit i va entrar en relacions amb els cesaris Marc Antoni i Lèpid, i el 29 de novembre de 43 aC es va formar el Segon Triumvirat, aquesta vegada com a figura oficial. El 42 aC, els triumvirs Marc Antoni i Octavi van lluitar en la batalla de Filipos contra els assassins del Cèsar, Brut i Cassi. Encara que Brut va vèncer Octavi, Antoni va vèncer Cassi, que es va suïcidar. Brut també es va suïcidar poc després.
La guerra civil va esclatar de nou quan el Segon Triumvirat d'Octavi, Lèpid i Marc Antoni va fracassar en quant van haver desaparegut els seus oponents, igual que el primer. L'ambiciós Octavi va construir una base de poder i després va llançar una campanya contra Marc Antoni. Al costat de Luci Antoni, el germà de Marc Antoni, Fúlvia va aixecar un exèrcit a Itàlia per lluitar contra Octavi, però va ser derrotada per Octavi en la Guerra de Perusa. La seva mort va produir una reconciliació parcial entre Octavi i Antoni, que va prosseguir per aixafar l'exèrcit de Sext Pompeu Pius, l'últim focus d'oposició al segon triumvirat, en la Batalla naval de Nauloco. Un cop aixafada l'oposició al triumvirat, aquest va començar a esquerdar-se i expirar l'últim dia del 33 aC, no sent renovat per llei i el 31 aC va tornar a esclatar la guerra. En la batalla d'Àccium, Octavi va vèncer decisivament a Antoni i Cleòpatra en un combat naval a prop de Grècia, utilitzant el foc per destruir la flota enemiga.
A continuació Octavi es va convertir en Emperador de Roma sota el nom d'August i, en absència d'assassins polítics o usurpadors, va aconseguir expandir en gran manera les fronteres de l'imperi.

## Imperi (30 aC - 476)

### Expansió imperial (40 aC - 117)

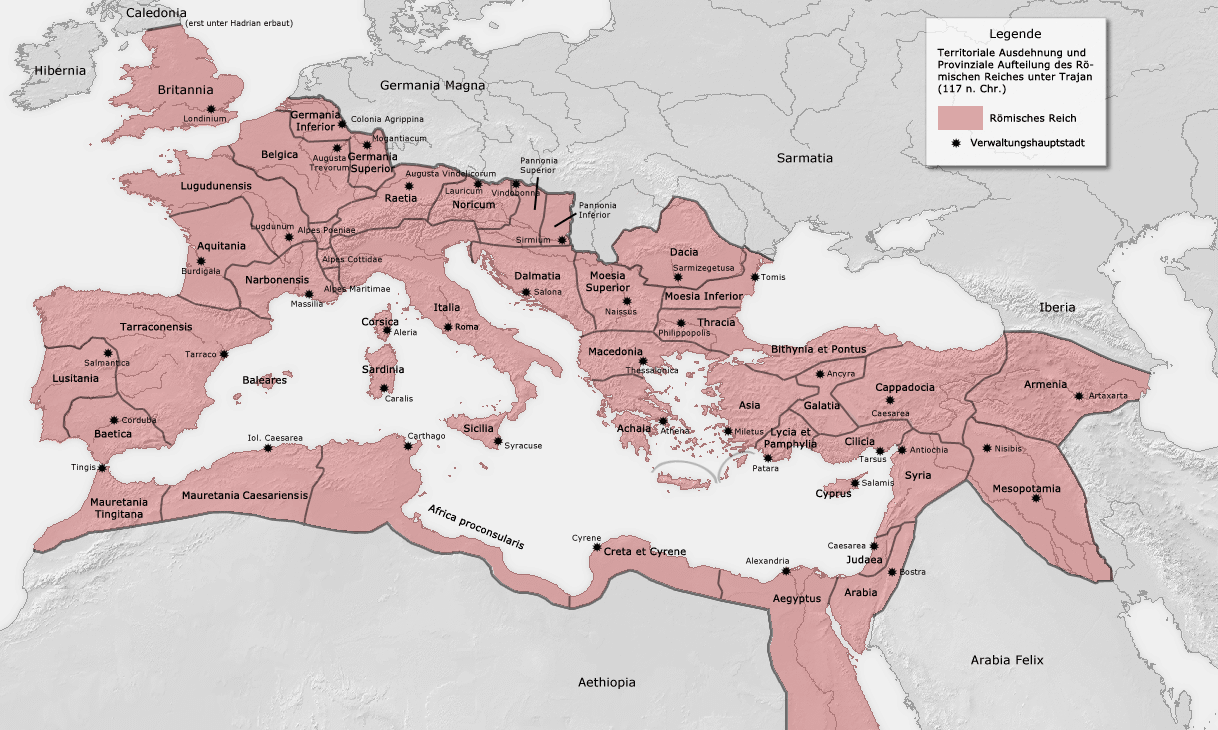
Máxima extensió de l'Imperi Romà el 116. després de les campanyes de Trajà

Sota emperadors sense el perill d'enemics interns, com August o Trajà, els militars van aconseguir grans augments territorials tant a l'est com a l'oest. A l'oest, després d'unes derrotes humiliants a les mans de tribus de sicambros, tencterios i esipetos el 16 aC, els exèrcits romans van fer ofensives cap al nord i l'oest, fora de la Gàl·lia, per subjugar gran part de Germània.

#### Guerres germàniques (6 - 47)
La revolta de Pannònia el 6 va obligar els romans a cancel·lar el seu pla d'afermar la seva conquesta de Germània envaint Bohèmia de moment. Tot i que va perdre un gran exèrcit en la famosa derrota de Varo a les mans del líder germànic Armini en la batalla del bosc de Teutoburg el 9., Roma es va recuperar i va continuar la seva expansió més enllà dels límits del món conegut. Els exèrcits romans de Germànic van continuar fent diverses campanyes contra les tribus germàniques dels marcomans, hermundurs, cats, querusc, brúcters, i marsis. Després de superar diversos motins en els exèrcits al llarg del Rin, Germànic va vèncer a les tribus germàniques d'Armini en una sèrie de batalles que van culminar en la batalla d'Idistavisus Campus (o batalla del Riu Weser), i va prosseguir per envair Britànnia.
Després d'unes invasions preliminars a petita escala en temps de Cèsar, els romans van envair Britànnia per força el 43, forçant el seu avenç cap a l'interior mitjançant diverses batalles contra les tribus britàniques, incloent la batalla del Medway, la batalla del Tàmesi, la batalla de Caer Caradoc i la batalla de Mona. Després d'un aixecament generalitzat en el qual els britànics van saquejar Camulodunum, Verulàmium i Londínium, els romans van aixafar la rebel·lió en la batalla de Watling Street i van continuar la seva ofensiva cap al nord arribant a assolir el centre d'Escòcia en la batalla del mont Graupi. Les tribus que hi havia a l'Escòcia i al nord d'Anglaterra actuals es van revoltar repetidament contra el govern de Roma i es van establir dues bases militars a Britànnia per protegir-se de les sublevacions i les incursions des del nord, des de les quals les tropes romanes van construir el Vallum Romanum.
Al continent, l'extensió de les fronteres de l'Imperi més enllà del Rin van aguantar durant un temps, amb l'emperador Calígula aparentment entossudit a envair Germània el 39, i Gneu Domici Corbuló creuant el Rin el 47 i marxant sobre el territori dels Frisi i els caucas abans que el seu successor Claudi ordenés la suspensió de tots els atacs a l'altre costat del Rin, establint el que es convertiria en el límit permanent de l'expansió de l'Imperi en aquesta dirección.

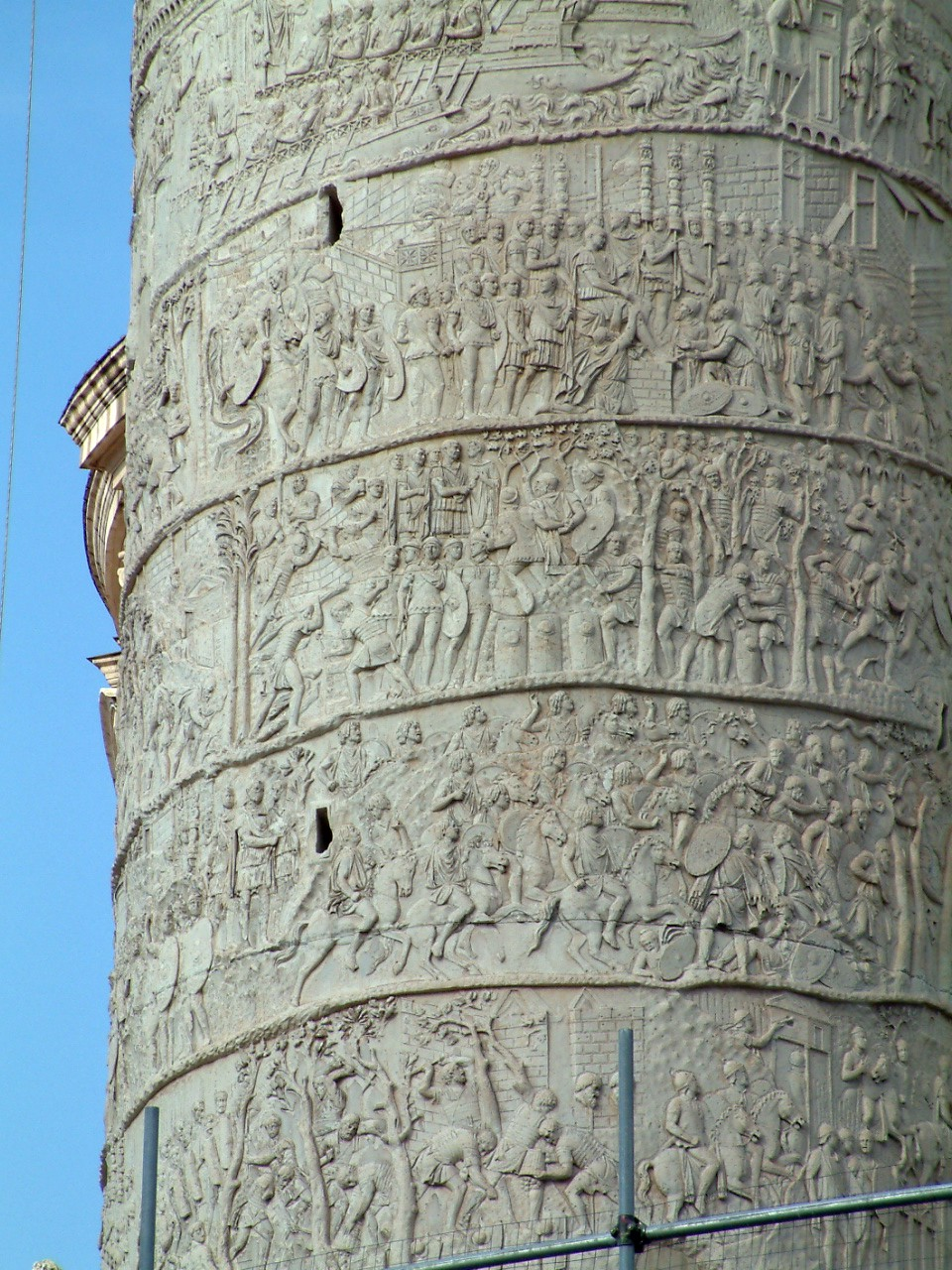
La Columna de Trajà (conclosa en el 114) és un monument commemoratiu d'alt valor històric. En el seu relleu apareixen representades més de 2.000 figures humanes que aporten valuosa informació sobre l'exèrcit romà i la seva campanya a Dàcia. Representa les victòries de l'emperador Trajà contra els dacis. Juntament amb els arcs de triomf és un dels llegats històrics més vistosos de les campanyes militars romanes que s'han conservat fins avui en dia.

#### Guerres Dàcies (101-102, 105-106)
Més a l'est, Trajà va dirigir la seva atenció a Dàcia, una regió al nord de Macedònia i Grècia i a l'est del Danubi que havia estat en el punt de mira de Roma des d'abans dels temps del Cèsar quan van derrotar un exèrcit romà en la batalla de Istria. En el 85, els dacis s'havien estès pel Danubi i Mèsia i al principi van derrotar un exèrcit que va enviar l'emperador Domicià contra ells, però els romans van ser vèncer en la batalla de Tapae el 88, després del qual es va decretar una treva.
L'emperador Trajà va reprendre les hostilitats contra Dàcia i, després d'una sèrie de batalles dubtoses, va vèncer al general daci Decèbal en la Segona batalla de Tapae el 101. Amb les tropes de trajà avançant cap a la capital de Dàcia, Sarmizegethusa, Decèbal va tornar a negociar condicions. Decèbal va reconstruir el seu poder durant els anys següents i va atacar de nou les guarnicions romanes el 101. En resposta, Trajà va tornar a marxar sobre Dàcia, assetjant la capital i arrasant-la, fins i tot els ciments. Un cop Dàcia es va sufocar, posteriorment Trajà va envair l'imperi cap a l'est, portant l'Imperi Romà a la seva major extensió.

## Conflictes amb els parts
Durant un temps, les fronteres de Roma a l'est estaven governades indirectament mitjançant un sistema d'estats satèl·lits, donant lloc a una menor quantitat de campanyes militars directes que a l'oest en aquest període.
La terra d'Armènia entre el mar Negre i la mar Càspia es va convertir en el focus de contenció entre l'Imperi Romà i el part, i el control de la regió es guanyava i perdia repetidament. Els parts van forçar Armènia a sotmetre's a partir del 37. Però el 47 els romans van recuperar el control del regne i li van oferir l'estatus de regne satèl·lit. Amb Neró, els romans van lluitar una campanya entre el 55 i el 63 contra l'imperi part, que havia envaït Armènia de nou. Després de recuperar una vegada més Armènia el 60 i posteriorment perdre-la el 62, els romans van enviar Gneu Domici Corbuló el 63 cap als territoris de Vologès I de Pàrtia. Corbuló va tenir èxit recuperant l'estat de satèl·lit de Roma per a Armènia, que va romandre fins al segle següent.

### L'any dels quatre emperadors (69)

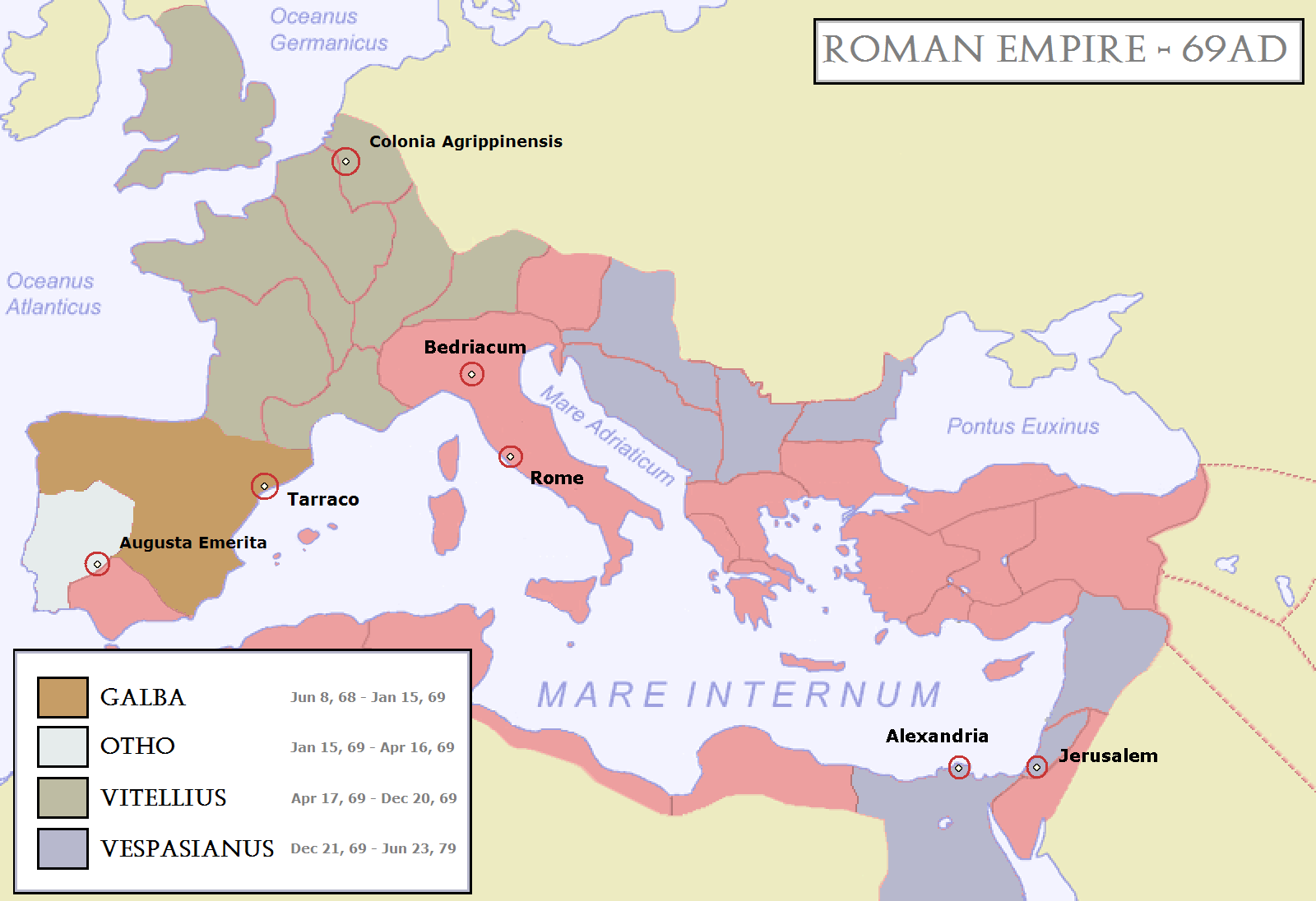
El color de cada província indica la seva lleialtat cap a un emperador

L'any 69, Marc Salvi Otó va fer que assassinessin l'emperador Galba i va reclamar el trono. Tanmateix, Vitel·li, governador de la província de la Germània Inferior, també havia reclamat el tron i va marxar sobre Roma amb els seus tropas. Després d'una batalla poc decisiva a prop de Antipolis, les tropes de Vitel·li van atacar la ciutat de Piacenza, però van ser repel·lides per la guarnició de Otón.
Otó va abandonar Roma el 14 de març, i va marxar al nord cap a Piacenza per enfrontar-se al seu opositor. En la batalla de Locus Castrorum, les tropes d'Otó van fer que les tropes de Vitel·li es retiressin cap a Cremona. Els dos exèrcits es tornaren a enfrontar en la Via Postúmia, en la Primera batalla de Bedríacum, després de la qual les tropes d'Otó van fugir cap al seu campament en Bedríacum, i l'endemà es van rendir davant de les tropes de Vitel·li. Otó va decidir suïcidar-se en lloc de seguir lluitant.
Mentrestant, les forces apostades a les províncies de l'Orient Mitjà de Judea i Síria havien aclamat a Vespasià com a emperador i els exèrcits del Danubi de les províncies de Rècia i Mèsia també van aclamar-lo. Els exèrcits de Vespasià i Vitel·li es van enfrontar en la Segona batalla de Bedríacum, després de la que les tropes de Vitel·li van ser repel·lides cap al seu campament a l'exterior de Cremona. Tot seguit les tropes de Vespasià van atacar a la mateixa Cremona, que es va rendir.
Amb la pretensió d'alinear-se amb Vespasià, Civilis dels Bataus es va alçar en armes i va induir els habitants del seu país natal a sublevar-se. Immediatament es van unir tribus germàniques veïnes, incloent-hi els frisis, que van expulsar les guarnicions romanes properes al Rin i van vèncer un exèrcit romà en la batalla de Castra Vetera, després de la qual moltes tropes romanes al llarg del Rin i de la Galia es van unir a la causa batavia. Tanmateix, aviat van sorgir disputes entre les diferents tribus, fent impossible la cooperació; Vespasià, després d'haver acabat reeixidament amb la guerra civil de l'any dels quatre emperadors, va demanar a Civilis que deposés les armes i, després de la seva negativa, va vèncer-lo en la batalla d'Augusta Treverorum.

#### Revoltes jueves (66 - 135)

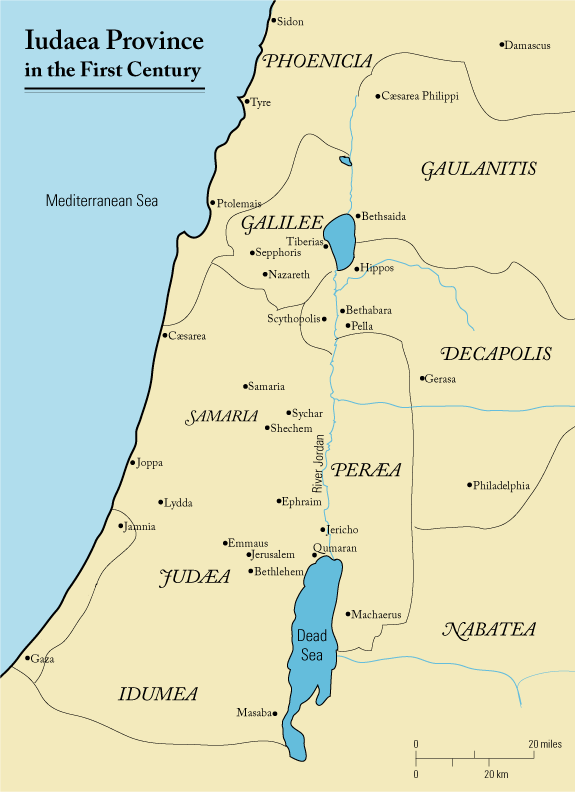
La província romana de Judea en el segle I

La Primera Guerra Judeo-Romana, de vegades anomenada la Gran Revolta, va ser la primera de les tres rebel·lions importants que van protagonitzar els jueus de la província de Judea contra l'Imperi Romà. Judea ja era una regió problemàtica amb una acarnissada violència entre diverses sectes jueves enemigues i tenia una llarga història de rebel·lions La fúria dels jueus es va dirigir cap a Roma després d'uns robatoris als seus temples i davant de la insensibilitat de Roma -Tàcit diu repugnància i repulsió - cap a la seva religió. Els jueus van començar a preparar una revolta armada. Èxits anteriors, incloent-hi el rebuig amb el Setge de Jerusalem i la Batalla de Betòron, només van atreure una major atenció de Roma i l'emperador Neró va designar el general Vespasiano perquè aixafés la rebel·lió. Vespasiano va conduir les seves forces amb netedat metòdica en les zones revoltades. L'any 68, la resistència jueva del nord havia estat sufocada. Uns quants pobles i ciutats van resistir alguns anys més abans de caure a les mans dels romans, portant al Setge de Masada el 73. I al Segon Setge de Jerusalem.
El 115 hi va haver aldarulls en les comunitats jueves establertes fora de la província, com Cirenaica, Xipre i Alexandria produint-se la segona guerra Judeo-Romana, coneguda com a Guerra de Kitus o la Rebel·lió de l'exili, i el 132 una rebel·lió a Judea, que va durar tres anys, en la qual cosa es coneix com a Rebel·lió de Bar Kokhebà. Ambdues van ser aixafades brutalment.

#### Conflicte amb Partia (161 - 217)
Durant el segle ii els territoris de Pèrsia estaven controlats per la dinastia arsàcida i es coneixien com l'Imperi Part. Degut en gran part a la seva ocupació d'una poderosa cavalleria pesant i de genets arquers, Partia era l'enemic més formidable de l'Imperi Romà a l'est. Molt aviat, el 53 aC, el general romà Cras havia envaït Partia, però va ser derrotat en la batalla de Carrhae. En els anys que van seguir aquesta batalla, els romans van estar dividits per una guerra civil i, per tant, no van ser capaços de fer una campanya contra Partia. Trajà també va fer campanya contra els parts i va capturar breument la seu capital, col·locant un governador marioneta al tron, però les sublevacions en aquesta província i les revoltes jueves van dificultar mantenir capturades la província i els territoris van ser abandonats.
El 161, un Imperi Part revitalitzat va renovar el seu assalt, vencent a dos exèrcits romans i envaint Armènia i Síria. L'emperador Luci Aureli Ver i el general Avidi Cassi van anar a l'encontre dels insurgents de Partia el 162. En aquesta guerra, la ciutat parta de Seleucia va ser destruïda i el palau de la capital Ctesifont va ser incendiat fins als embasaments per Avidi Cassi el 164. Els parts van firmar la pau però es van veure obligats a cedir als romans la part occidental de Mesopotàmia.
El 197, l'emperador Septimi Sever va lluitar una breu i reeixida guerra contra l'Imperi Part en represàlia pel suport que li van donar al rival pel tron imperial Pescenni Níger. La capital parta, Ctesifont, va ser saquejada per l'exèrcit romà, i la meitat septentrional de Mesopotamia va tornar a mans romanes.
L'emperador Caracalla, fill de Sever, va marxar des d'Edesa sobre Partia el 217 per iniciar una guerra contra ells, però va ser assassinat durant el trajecte. El 224, l'Imperi Part va ser aixafat no pels romans sinó pel rei vassall Ardashir, que es va revoltar, donant lloc a la fundació de l'Imperi Sassànida de Pèrsia, que va substituir Partia com el principal rival de Roma a l'est.
Al llarg de les guerres partes, els grups tribals del Rin i el Danubi es van aprofitar de la preocupació de Roma per la frontera oriental (i la plaga que van sofrir els romans) i van llançar una sèrie d'assalts i incursions als territoris romans, incloent les Guerres Marcomanes.

### Imperi Tardà (235 - 476)

#### Període de migracions (163 - 378)
Després de la derrota de Var a Germània el segle i, Roma havia adoptat una estratègia principalment defensiva al llarg de la frontera amb Germània, construint una línia de defenses conegudes com llimis al llarg del Rin. Encara que la historicitat exacta no és clara, ja que els romans li solien assignar un mateix nom a diversos grups tribals diferents o, a la inversa, li aplicaven diversos noms a un mateix grup en temps diferents, certa barreja de pobles germànics, celtes i tribus d'ètnia mixta celta-germànica es van establir a les terres de Germània des del segle I d'ara endavant. En el segle iii, els querusc, brúcters, tèncters, usipets, marsis i cats de l'època de Var bé havien evolucionat o bé havien estat desplaçats per una confederació o aliança de tribus germàniques conegudes col·lectivament com els alamans, esmentats per primera vegada per Cassi Dió en la seva descripció de la campanya de Caracalla en el 213.
Al voltant de 166, diverses tribus germàniques van travessar el Danubi, assolint la mateixa Itàlia en el Setge d'Aquileia el 166, i el centre de Grècia en el saqueig d'Eleusis. Encara que el problema essencial dels grans grups tribals de la frontera continuava sent molt semblant a la situació que va encarar Roma en segles anteriors, el segle iii va viure un augment marcat en l'amenaça en general, encara que hi ha desacords sobre si es va incrementar la pressió externa o va declinar la capacitat de Roma per enfrontar-se a ella. Els carps i els sàrmates, a qui els romans mantenien a ratlla, van ser reemplaçats pels gots, de la mateixa manera que els quades i els marcomans que havien estat derrotats per Roma van ser reemplaçats per la confederació dels alamans.

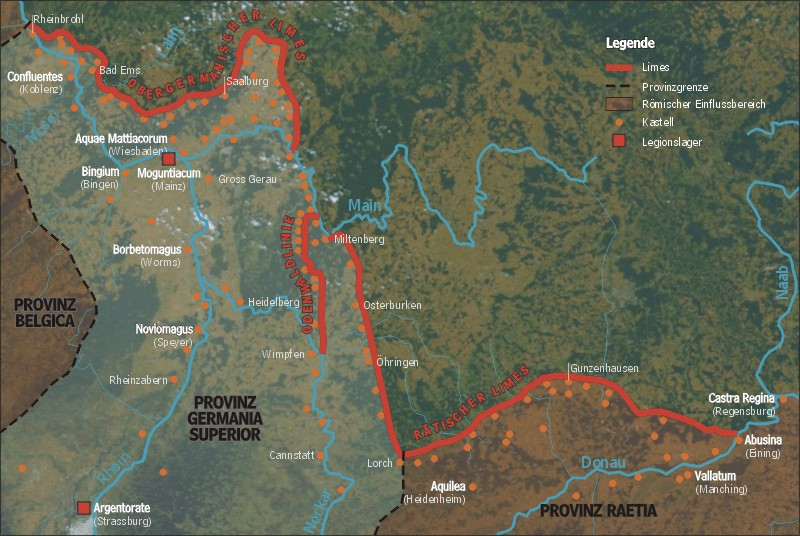
Mostra els Limes Germanicus

Els assentaments alamans travessaven amb freqüència els limes (vegeu fotografia), atacant Germània Superior de manera que eren gairebé tot el temps en conflicte amb l'Imperi Romà, mentre que els gots atacaven creuant el Danubi en batalles com la batalla de Beroa i la batalla de Philippopolis el 250 i la batalla d'Abritus el 251, i tant els gots com els hèruls van devastar l'Egea i, més tard, Grècia, Tràcia i Macedònia. Tanmateix, el seu primer assalt d'importància a l'interior del territori romà va tenir lloc en el 268. Aquell any els romans es van veure obligats a desposseir de tropes la seva frontera germànica en resposta a una invasió massiva d'una altra confederació germànica tribal, els gots, a l'Est.
La pressió dels grups tribals sobre l'imperi era el resultat d'una cadena de migracions amb les seves arrels molt a l'Est. els huns d'Àsia que provenien de l'estepa russa van atacar els gots que, al seu torn, van atacar els dacis, alans i sàrmates a les fronteres romanes o dins d'elles. Els gots van aparèixer per primera vegada en la història com poblo distintiu en aquesta invasió de 268, quan van poblar la península balcànica i van envair les províncies romanes de Pannònia i Il·líria i fins i tot van amenaçar la mateixa Itàlia.
Els alamans van aprofitar l'oportunitat per llançar una invasió a gran escala a la Gàl·lia i el nord d'Itàlia. Tanmateix, els visigots van ser derrotats en batalla aquell estiu a prop de la frontera actual entre Itàlia i Eslovènia, i després van ser repel·lits en la batalla de Naïssus el setembre per Gal·liè, Claudi II el Gòtic i Lluci Domici Aurelià, que després es va regirar i van derrotar els alamans en la batalla del llac Benacus. El successor de Claudi II el Gòtic, Aurelià, va derrotar els gots dues vegades més en la batalla de Fano i en la batalla de Ticino. Els gots van continuar sent una important amenaça per a l'imperi, però van dirigir els seus atacs lluny d'Itàlia durant diversos anys després de la seva derrota. El 284, les tropes godes servien en nom de l'exèrcit romà com a tropes federades.
D'altra banda, els alamans van reprendre la seva empenta cap a Itàlia gairebé immediatament. Van vèncer Aurelià en la batalla de Placència el 271, però van ser derrotats en les batalles de Fano i Pavía aquell mateix any. Van ser derrotats de nou el 298 en les batalles de Lingones i Vindonissa, no obstant això cinquanta anys després van tornar a ressorgir, fent incursions el 356 en la batalla de Reims, el 357 en la batalla d'Argentorat, el 367 en la batalla de Solicinium i el 378 en la batalla d'Argentovària. Aquell mateix any, els gots van infligir una aclaparadora derrota a l'Imperi d'Orient en la Batalla d'Adrianòpolis, en la qual l'emperador Valent va ser massacrat junt amb desenes de milers de tropes romanes.
Alhora, els francs feien incursions creuant el Mar del Nord i el Canal de la Mànega, els vàndals pressionaven al Rin, els iutungs al Danubi, els Iazigs, carps i taifales assetjaven a Dàcia, i els gèpides es van unir als gots i hèruls en els seus atacs al voltant del Mar Negre.
Aproximadament alhora, tribus menys conegudes com els bàvars, baquates i quinquegentians assaltaven Àfrica.
Al començament del segle v, la pressió sobre les fronteres occidentals de Roma es feia cada vegada més intensa. Tanmateix, la frontera occidental no era l'única amenaça: Roma també patia amenaces internes i a les seves fronteres orientals.

#### Usurpadors (193 - 394)

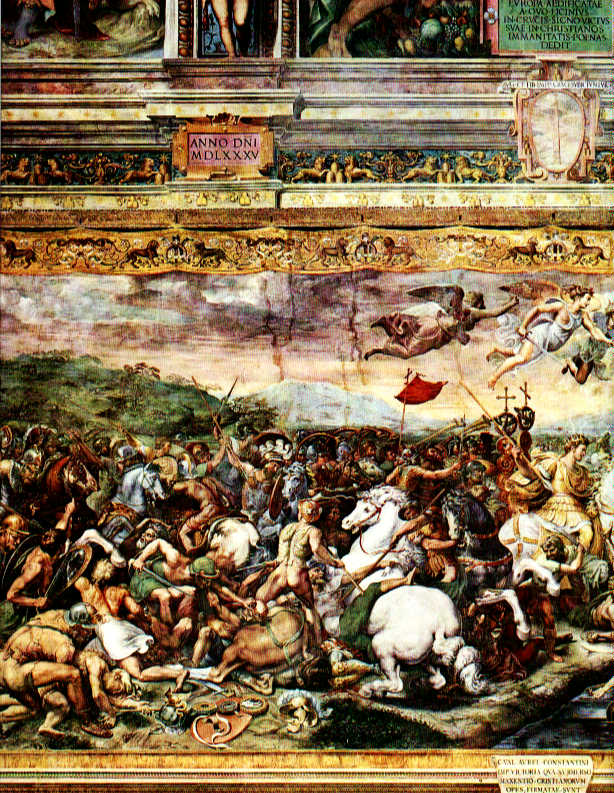
Batalla del Pont Milvi, de Giulio Romano (1499-1546).

El fet que un militar preferís donar suport al seu comandant abans que el seu emperador, significava que els comandants podien prendre el control absolut de l'exèrcit de què eren responsables i usurpar el tron imperial. La famosa crisi del segle iii descriu la tumultuosa barreja d'assassinat, usurpació i lluita interna l'inici de la qual s'associa tradicionalment a l'assassinat de l'emperador Alexandre Sever el 235. Tanmateix, Cassi Dió col·loca l'inici del declivi imperial en 180 amb l'ascensió de Còmmode al tron, una opinió amb què Edward Gibbon estava d'acord, però Matyszak afirma que «la descomposició… s'havia establert molt abans».
Encara que la crisi del segle iii no va ser el començament absolut del declivi de Roma, sí que va marcar una gran pressió sobre l'imperi en embarcar-se els romans en una guerra després d'una altra amb una intensitat desconeguda des dels últims dies de la República. En l'espai d'un segle, vint-i-set oficials militars es van proclamar emperadors i van regnar en parts de l'imperi durant mesos o dies, i tots ells, menys dos, van morir violentament. L'època va estar caracteritzada per un exèrcit romà que el mateix s'atacava a si mateix que a un invasor extern, situació que va assolir el seu punt crític el 256. Irònicament, encara que aquestes usurpacions van ser les que van conduir a la ruptura de l'Imperi durant la crisi, va ser la força de diversos generals de les fronteres la que va ajudar a reunificar l'imperi mitjançant la força de les armes.
La situació era complexa, sovint amb tres o més usurpadors existint alhora. Septimi Sever i Pescenni Níger, ambdós generals rebels promocionats a emperador per les tropes que comandaven, es van enfrontar per primera vegada en 193 en la batalla de Cízic, en la qual Níger va ser derrotat. Tanmateix, van fer falta dues derrotes més en la batalla de Nicea aquell mateix any i en la Batalla d'Issos l'any següent perquè Níger fos derrotat definitivament. Gairebé immediatament després que les esperances de Níger al tron imperial haguessin estat llançades per terra, Sever es va veure obligat a ocupar-se d'un altre rival al tron en la persona de Clodi Albí, que al principi havia estat un aliat de Sever. Albí va ser proclamat emperador per les seves tropes a Britànnia i, creuant cap a la Gàl·lia, va vèncer el general de Sever, Viri Llop en batalla, però posteriorment va ser derrotat i es va suïcidar en la batalla de Lugdúnum pel mateix Sever.
Després d'aquest temps regirat, Sever no va tenir més amenaces internes durant la resta del seu regnat, i el regnat del seu successor Caracalla va transcórrer sense interrupcions fins que va ser assassinat per Macrí, que es va proclamar emperador. Encara que la posició de Macrí va ser ratificada pel senat de Roma, les tropes d'Elagàbal li van declarar la guerra com a emperador, i ambdós es van enfrontar en la Batalla d'Antioquia el 218, en la qual Macrí va ser derrotat. Tanmateix, el mateix Elagàbal -que va assumir el nom imperial d'Elagàbal- va ser assassinat poc després i Alexandre Sever, que va ser proclamat emperador tant per la Guàrdia Pretoriana com pel senat, va ser assassinat també després d'un curt regnat. Els seus assassins treballaven en nom de l'exèrcit, que estava descontentament amb la seva paga, col·locant al seu lloc Maximí el Traci. Tanmateix, poc després d'haver estat aclamat emperador per l'exèrcit, Maximí va ser enderrocat també per ell i, malgrat guanyar la batalla de Cartago contra l'emperador de nou proclamat pel senat, Gordià II, va ser assassinat quan a les seves tropes els va semblar que no seria capaç de superar el següent candidat senatorial, Gordià III.

Distribució de l'Imperi Romà durant el govern de la tetrarquía

La destinació de Gordià III no és clara, encara que podria haver estat assassinat pel seu propi successor, Felip l'Àrab, que va governar només uns quants anys fins que, de nou, l'exèrcit va proclamar un general com a emperador, aquesta vegada a Deci, que va derrotar Felip en la batalla de Verona per obtenir el tron. Alguns generals d'èxit van evitar lluitar contra els usurpadors pel tron, sobretot perquè eren assassinats per les seves pròpies tropes abans que tinguessin oportunitat de començar la batalla, la qual cosa almenys va alliberar momentàniament l'imperi de les pèrdues d'homes a causa de disputes internes. L'única excepció a aquesta regla va ser Gal·liè, emperador des de 260 el 268, que es va haver d'enfrontar a una notable quantitat d'usurpadors, a la majoria dels quals va vèncer en batalla campal. L'exèrcit va romandre en aquesta tessitura fins i tot 273, quan Luci Domici Aurelià va vèncer l'usurpador gàl·lic Tètric I en la batalla de Chalons. La dècada següent va presenciar un nombre d'usurpadors gairebé increïble, de vegades 3 al mateix temps, tots lluitant pel tron imperial. La majoria de les batalles no estan registrades, sobretot pel regirat d'aquesta època, fins i tot que Dioclecià, ell mateix un usurpador, va vèncer Carí en la batalla de Margus per convertir-se emperador.
En aquest moment es va restaurar certa estabilitat, amb l'imperi dividit en una tetrarquia de dos emperadors importants i dos menors, un sistema que va evitar les guerres civils durant un breu període, fins al 312. Aquell any, les relacions entre les diferents parts de la tetrarquia es van esfondrar completament i Constantí I el Gran, Licini I, Maxenci i Maximí Daia van lluitar pel control de l'imperi. En la batalla de Torí, Constantí va derrotar Maxenci i en la batalla de Tziràl·lon Licini va vèncer Maximí. A partir del 314, Constantí va vèncer Licini en la batalla de Cíbales, després en la batalla de Mardia, i després de nou en la Batalla d'Adrianópolis, la batalla de l'Hel·lespont i la batalla de Crisòpolis.
Després Constantí es va ocupar de Maxenci, vencent-lo en la batalla de Verona i la batalla del Pont Milvi el mateix any. El fill de Constantí, Flavi Claudi Constantí, va heretar el govern del seu pare i va vèncer l'usurpador Maxenci primer en la batalla de Mursa Major i després en la batalla de Mons Seleucus.
Els emperadors següents Valent i Teodosi I també van vèncer altres usurpadors en la batalla de Thyatira i les batalles del Sava i del Frígid respectivament.

#### Conflicte amb l'Imperi Sassànida (230 - 363)
Després de desbaratar la confederació parta, l'Imperi Sassànida que va sorgir de les restes va seguir una política expansionista més agressiva que la dels seus predecessors i va continuar fent-li la guerra a Roma. El 230, el primer emperador sassànida va atacar territori romà primer a Armènia i després en Mesopotàmia, però les pèrdues romanes van ser reemplaçades per Flavi Valeri Sever en pocs anys. En el 243, l'exèrcit de l'emperador Gordià III va recuperar les ciutats romanes de Hatra, Nísibis i Carres de mans dels sassànides després de vèncer-los en la batalla de Resaena, però el que va succeir després no és clar: fonts perses afirmen que Gordià va ser vençut i assassinat en la batalla de Misikhe però fonts romanes esmenten aquesta batalla només com un contratemps insignificant i suggereixen que Gordià va morir en altres circumstàncies.
Sens dubte, els sassànides no s'havien intimidat davant de les batalles anteriors amb Roma i el 253, sota el comandament de Sapor I, van penetrar diverses vegades molt dintre del territori romà, vencent a una força romana en la batalla de Barbalissos i conquerint i saquejant Antioquia el 252 després del setge de la ciutat. Els romans van recuperar Antioquia el 253, i l'emperador Valerià va reunir un exèrcit i va marxar a l'Est cap a la frontera sassànida. El 260, en la batalla d'Edessa, els sassànides van derrotar l'exèrcit romà i van capturar l'emperador Valerià I.
Hi va haver una pau duradora entre Roma i l'Imperi Sassànida entre 297 i 337, després de la firma d'un tractat entre Narses i l'emperador Dioclecià.
Tanmateix, just després de la mort de Constantí I el 337, Sapor II va trencar la pau i va començar a un conflicte de vint-i-sis anys, intentant sense èxit conquerir les fortificacions romanes de la regió. Després d'uns èxits sassànides inicials, incloent la batalla d'Amida el 359 i el Setge de Pirisabora el 363, l'emperador Julià es va enfrontar a Sapor II el 363 en la batalla de Ctesifont fora dels murs de la capital persa. Els romans van resultar victoriosos, però van ser incapaços de prendre la ciutat i es van veure obligats a retirar-se a causa de la seva posició vulnerable al mig d'un territori hostil. Julià va morir en la batalla de Samarra durant la retirada, possiblement a les mans d'un dels seus homes.
Hi va haver diverses guerres més en el futur, encara que totes elles breus i de poca escala, ja que tant els romans com els sassànides es van veure forçats a ocupar-se d'amenaces provinents d'altres direccions durant el segle v. Un conflicte contra Bahram V el 420 per la persecució dels cristians a Pèrsia va conduir a una breu guerra que va concloure ràpidament amb un tractat i, el 441, una guerra contra Isdigerdes II també va concloure ràpidament amb un tractat en necessitar ambdós bàndols lluitar contra amenaces provinents d'altres llocs.

#### Col·lapse de l'Imperi d'Occident (402 - 476)
S'han proposat moltes teories per tractar d'explicar la decadència de l'Imperi Romà, i moltes dates per a la seva caiguda, des del començament del seu declivi el segle iii a la caiguda de Constantinoble el 1453. Tanmateix, militarment l'imperi va caure, en primer lloc, després de ser envaït per diversos pobles no romans i, després que el seu nucli italià fos pres per tropes germàniques revoltades. La historicitat i les dates exactes són incertes, i alguns historiadors neguen que l'imperi caigués en aquest moment. Poden sostenir aquesta posició perquè la decadència de l'imperi va ser un procés llarg, més que un esdeveniment concret.
La naturalesa menys romanitzada i més germànica de l'imperi va ser gradual: encara que l'imperi va trontollar amb l'assalt visigot, l'enderrocament de l'últim emperador, Ròmul Augústul, va ser dut a terme per tropes germàniques federades del mateix exèrcit romà, en lloc de per tropes estrangeres. En aquest sentit, si Odoacre no hagués renunciat al títol d'emperador per nomenar-se «Rei d'Itàlia», l'imperi podria haver continuat, almenys en nom. Tanmateix, la seva identitat ja no era romana - estava cada vegada més poblat i governat per pobles germànics des de molt abans de 476. El poble romà, el segle v, era «privat del seu ethos militar» i el mateix exèrcit romà era un mer suplement de les tropes federades de gots, huns, francs i altres que lluitaven en el seu nom.
L'última exhalació de Roma es va produir quan els visigots es van revoltar el 395. Liderats per Alaric I, van intentar prendre Constantinoble, però van ser repel·lits i al seu lloc van saquejar gran part de Tràcia, al nord de Grècia. El 402, van assetjar Mediolanum, la capital de l'emperador romà Honori, defensada per tropes godes romanes. L'arribada del romà Estilicó i el seu exèrcit va forçar Alaric a trencar el setge i traslladar-se cap a Hasta (l'Asti actualment), a l'oest d'Itàlia, on Estilicó el va atacar en la batalla de Pol·lència, capturant el campament d'Alaric. Estilicó li va oferir tornar els presoners a canvi dels quals els visigots tornessin a Il·liria, però en arribar a Verona, Alaric va aturar la seva retirada. Estilicó va tornar a atacar-lo en la batalla de Verona i de nou va derrotar Alaric, obligant-lo a retirar-se d'Itàlia.

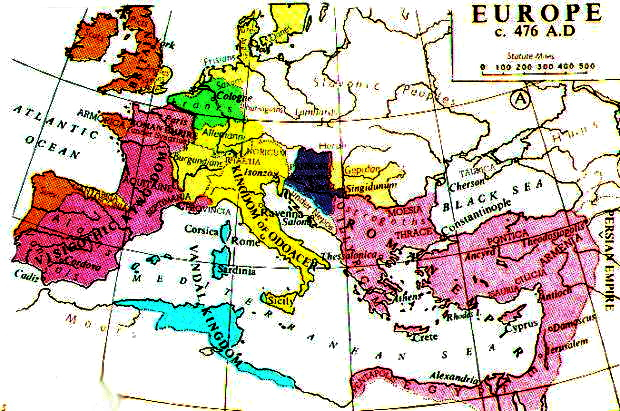
Europa el 476, del Muir's Historical Atlas (1911).

El 405, els ostrogots van envair Itàlia, però van ser derrotats. Tanmateix, en el 406, un nombre de tribus sense precedents es va aprofitar de la congelació del Rin i la retirada de les tropes romanes per lluitar a Itàlia per travessar en massa: vàndals, sueus, alans i burgundis es van estendre creuant el riu i van trobar poca resistència en el Saqueig de Moguntiacum i el Saqueig de Treviris, envaint completament la Gàl·lia. Malgrat aquest greu perill, o potser a causa d'ell, l'exèrcit romà va continuar sofrint usurpacions, en una de les quals va morir Estilicó, el principal defensor de Roma en aquest període.
Aquest clima va propiciar que, malgrat el revés sofert anteriorment, tornés Alaric el 410 i aconseguís saquejar Roma. La capital romana s'havia traslladat ja a la ciutat italiana de Ravenna, però alguns historiadors perceben que 410 va ser la data alternativa per a la verdadera caiguda de l'Imperi Romà. Sense posseir Roma ni moltes de les seves anteriors províncies, i amb una naturalesa cada vegada més germànica, l'Imperi Romà posterior a 410 tenia poc en comú amb l'imperi anterior. En el 410, Britànnia estava pràcticament desposseïda de tropes romanes, i el 425 ja no era part de l'imperi, i gran part de l'oest d'Europa estava assetjada «per tota mena de calamitats i desastres», acabant a les mans de vàndals, sueus, visigots i burgundis.

## Conclusions
Hi ha pocs exèrcits, antics o moderns, que hagin combatut tan extensament i durant tant de temps com l'exèrcit romà. Tot i la famosa afirmació de Napoleó que «Els gals no van ser conquerits pels [exèrcits] romans, sinó per Cèsar», no és menys cert que els romans estaven disposats a suportar tremendes pèrdues humanes en les campanyes. Encara que els generals romans solien compartir el destí dels seus soldats, va ser dels milions de soldats de l'exèrcit romà d'on va sorgir el major sacrifici, i durant gran part de la història de Roma, els seus soldats van lluitar de manera lleial i desinteressada per l'estat i les seves llars.
No obstant això, al Baix Imperi Romà, els soldats seguien als seus comandants poc més que per la promesa d'or: tanmateix, i malgrat que Roma havia de fer front a grans amenaces externes, haguessin estat capaços de resistir si no s'haguessin vist obligats a combatre entre ells mateixos tan sovint i si els seus generals no haguessin conspirat per usurpar el tron en lloc de donar-hi suport.
Encara que l'opinió tradicional ha estat que l'expansió romana va ser una empresa noble, justificada perquè «portava la torxa de la civilització cap a la foscor bàrbara», recentment ha sorgit una opinió alternativa que sosté que el naixement de Roma que va seguir la seva expansió militar va tenir lloc només a costa de l'extinció d'altres cultures emergents i vigoroses, com els celtes i els dacis. Potser el mateix fet que gran part del llegat, lleis, institucions i conceptes de la vida occidental estiguin influïts per una Roma de la qual hem heretat tant, engendri la idea que Roma era l'única cultura que tenia alguna cosa per oferir i que no es va perdre molt amb aquestes cultures que van extingir els exèrcits romans i amagui el fet que gran part d'Europa es va desenvolupar a partir un monocultiu romà.